# San Bartolomé (Francia)
San Bartolomé (Saint-Barthélemy en francés; también conocida comúnmente como Saint Barth o St Barths) es una colectividad territorial de ultramar perteneciente a Francia, ubicada en las Pequeñas Antillas, mar Caribe, a 175 km al norte del archipiélago de Guadalupe. Aunque perteneció a la Unión Europea como territorio ultraperiférico, dejó de serlo a partir del 1 de enero de 2012, cuando accedió al estatuto de país y territorio de ultramar. Forma parte del Caribe francófono.
La colectividad es uno de los cuatro territorios situados en las Islas de Barlovento en el noreste del Caribe que conforman las Antillas francesas, junto con Guadalupe, Martinica y la Colectividad de San Martín. San Bartolomé lo conforma una isla situada a unos 35 kilómetros de San Martín y a 240 kilómetros al este de Puerto Rico.
San Bartolomé es una isla volcánica rodeada completamente por arrecifes superficiales, con una superficie de 24,1 km² y una población de 10,289 habitantes (según censo de 2019). Su capital es Gustavia, que también tiene el puerto principal de la isla. Es la única isla caribeña colonizada por Suecia durante un tiempo significativamente largo, ya que Guadalupe solo lo fue brevemente al final de las guerras napoleónicas. El escudo de armas de las islas todavía mantiene elementos de la heráldica sueca. La lengua, la cocina y la cultura, sin embargo, son claramente de origen francés. La isla es un destino popular durante las vacaciones de invierno especialmente para el turismo de lujo durante los períodos de Navidad y Año Nuevo.

## Historia
El pueblo caribe que la habitaba, la llamaba Ouanalao. El primer europeo que desembarcó en la isla fue Cristóbal Colón, que la bautizó con el nombre de su hermano Bartolomé (Bartolomeo Colombo) en su segundo viaje, en 1493. Entonces lo reclamó para España que mantuvo un dominio nominal sobre la isla hasta la primera mitad del siglo XVII.

### Primera colonización francesa
La primera colonización europea de la isla comenzó en 1623 con la llegada de los colonos de Dieppe.
El capitán francés Lonvilliers de Poincy ocupó la isla en 1648 y entre 1651 y 1665 fue propiedad de la Orden de Malta. Más tarde llegaron los primeros colonos, principalmente normandos y bretones. La isla fue gobernada entonces por los Hospitalarios de la Orden de San Juan de Jerusalén. Luego fue abandonada hasta 1659, cuando volvió a ser una colonia francesa. Debido a la pobreza de su suelo y a su clima muy seco, no ofrecía casi ningún potencial económico, pero sigue siendo una cuestión estratégica en el norte de las Antillas Menores, sobre todo por su puerto naturalmente protegido de Carénage. Los habitantes se dedicaban principalmente a la pesca, la cría de cabras, la recolección de sal y el cultivo de algodón y añil.
Años más tarde, la colonia fue comprada por la Compañía Francesa de las Indias Occidentales junto con las demás posesiones de la Orden en el Caribe. En 1674, la compañía se disolvió y las islas pasaron a formar parte del Reino Francés y se añadieron a la colonia de Guadalupe.

### Colonización sueca

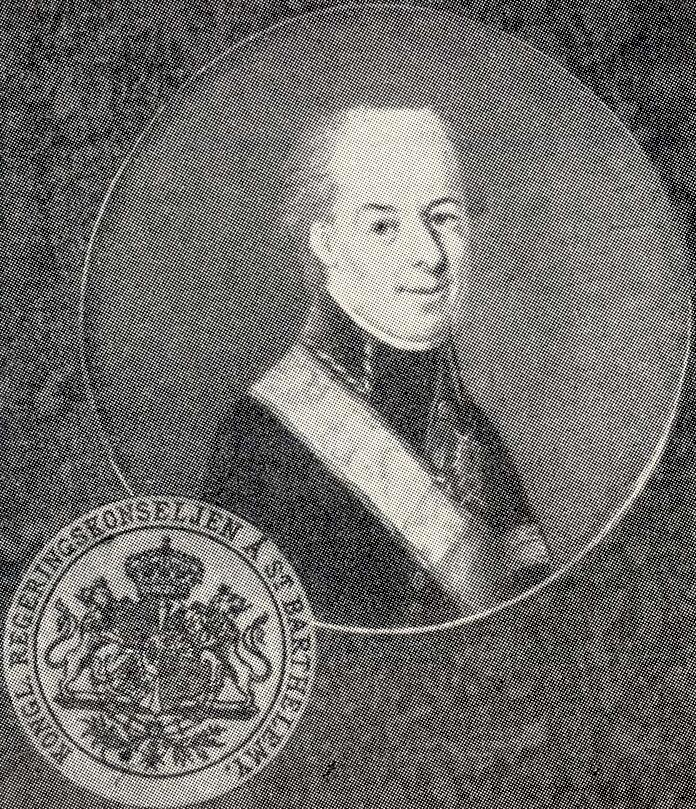
El Gobernador sueco von Rajalin y el escudo oficial de la colonia hacia 1785

Fue posesión francesa desde aquel entonces, con la excepción de casi un siglo de dominio sueco entre 1785 y 1877, lo que se refleja en el nombre de su principal localidad, Gustavia, llamada así en homenaje a Gustavo III de Suecia. Gustavia fue convertida por los suecos en puerto libre, lo que aseguró la prosperidad de la isla en el siglo XIX. Los franceses habían cedido la isla a cambio de derechos portuarios en Gotemburgo; la recuperaron el 10 de agosto de 1877 mediante el pago de 80 000 francos.
La compra de San Bartolomé por parte de Suecia se basó en sus antiguas actividades coloniales. Los puertos libres neutrales de las Indias Occidentales también generaron grandes beneficios económicos durante la Guerra de la Independencia de Estados Unidos. Gustavo III (Gustav III) inició las negociaciones con Francia durante su visita a París en 1784, donde se acordaron los derechos comerciales franceses en Gotemburgo a cambio de la toma de posesión sueca de la isla.
La isla tenía pocas fuentes de agua dulce y producía cantidades moderadas de productos agrícolas (algodón, azúcar, cacao, tabaco y frutas). Había un puerto natural protegido en el lado oeste de la isla y se esperaban grandes beneficios del comercio
En un principio, se planeó entrar en el lucrativo comercio de esclavos y se preparó una expedición, pero estos planes se vieron interrumpidos por la guerra con Rusia en 1788.
El 1 de julio de 1784 la zona pasó a ser propiedad de Suecia. No fue hasta el 23 de agosto del mismo año que el Rey informó al Riksrat de la compra de la isla. En septiembre se nombran los funcionarios y se nombra a Salomon von Rajalin como primer administrador de la colonia (kolonins förste förvaltare).

#### 1785-1811: Compañía Sueca de las Indias Occidentales
Ya el 30 de enero de 1785, los comerciantes Jacob Röhl y Adolf Fredrik Hansen llegaron a la isla con el barco "Enigheten" para establecer una casa comercial.

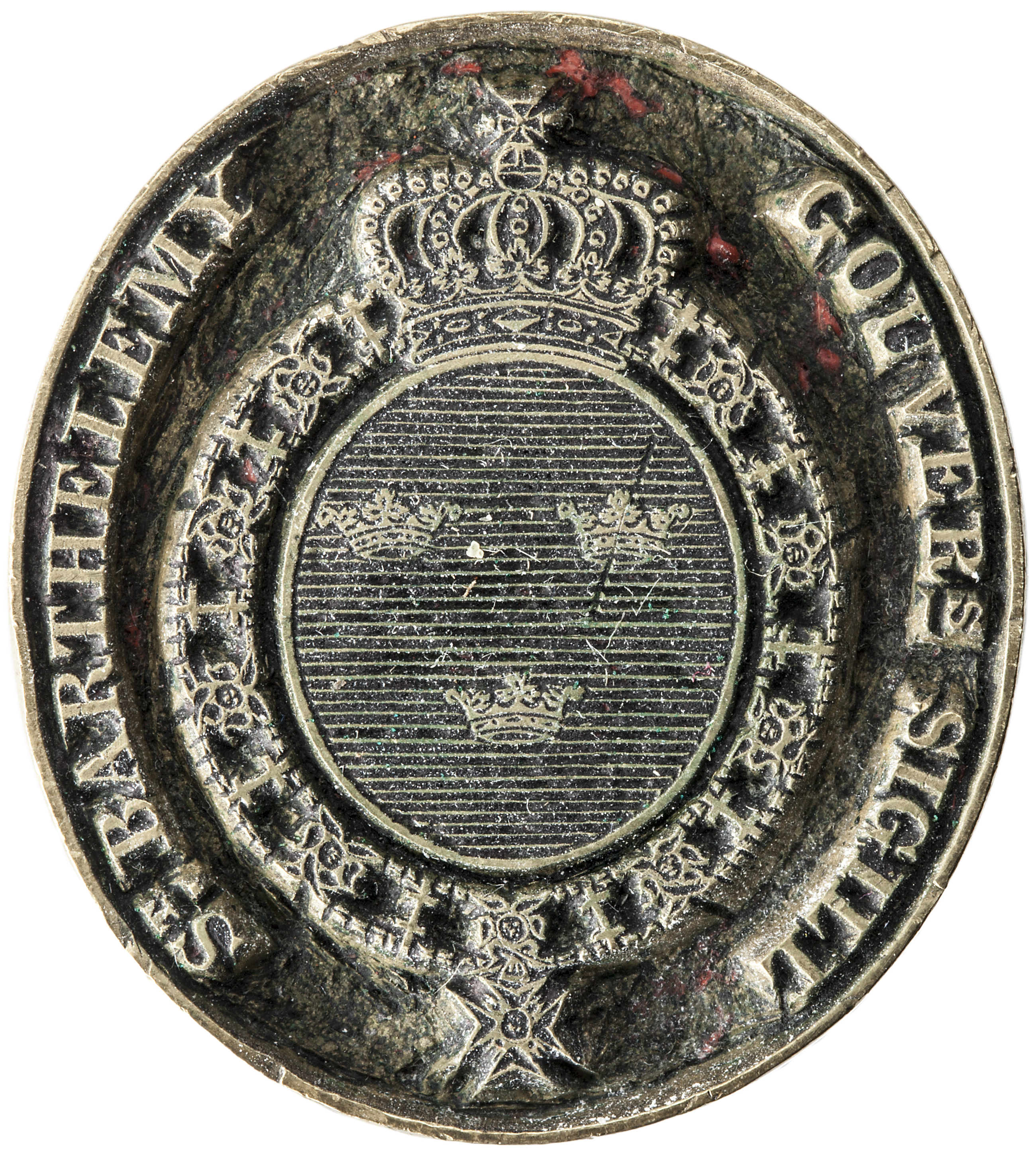
Sello del gobernador de la posesión sueca de San Bartolomé, Indias Occidentales, 1784-1877.

El 4 de diciembre de 1784, la fragata Sprengtporten zarpó de Gotemburgo bajo el mando del capitán Johan Puke. Entre la tripulación se encontraban el futuro gobernador, el mayor von Rajalin, el teniente von Rosenstein, el médico de la colonia, el provincial Samuel Fahlberg, el sacerdote de la colonia, el magíster Sven Thunborg, varios funcionarios de la colonia y unos 50 soldados del regimiento de la guarnición de Gotemburgo. El barco llegó a Portsmouth, Inglaterra, en diciembre y se dirigió a San Bartolomé en enero de 1785. El viaje pasó luego por Martinica, Guadalupe y San Eustaquio, llegando a San Bartolomé el 6 de marzo de 1785.
El 7 de marzo, el comandante francés Chevalier de Durant entregó el control a von Rajalin. Tras su llegada, se construyó la ciudad de Gustavia en torno al puerto de La Carénage y se desarrollaron las infraestructuras básicas. El francés siguió siendo la lengua dominante en el campo y el inglés en Gustavia. El sueco sólo lo hablaban los altos funcionarios del gobierno y algunos empresarios.
El 16 de abril de 1785, von Rajalin decidió introducir un acceso libre de impuestos para los barcos visitantes, y el 7 de septiembre de 1785, un decreto real estableció San Bartolomé como "Porto Franco" (puerto libre).
Se permite el comercio de esclavos y el 28 de agosto de 1786 se regula la fiscalidad de las mercancías mediante una carta real que incluye también una lista de impuestos para los esclavos. El 12 de marzo de 1790, se introdujo un nuevo arancel mediante una carta real que incluía una nueva lista de aranceles para la exportación de esclavos.
El 30 de junio de 1787, el gobernador Pehr Herman von Rosenstein redactó nuevas leyes (Code Noir-Código Negro) que regirían la vida de los esclavos de la isla. Publicado el 6 de julio, la legislación dividía a la población en tres grupos: blancos, libres de color y esclavos negros. El Código Negro se basaba en el Código de la Martinica escrito por Jacques Petit de Viévigne, establecido en 1767 en la isla vecina.
En comparación con otros países, el comercio de esclavos sueco era relativamente pequeño. Según el gobierno sueco, hubo aproximadamente 50 envíos de esclavos suecos entre los siglos XVII y XIX. La base de datos de la trata transatlántica de esclavos registra la llegada de 1.283 esclavos a San Bartolomé. De ellos, 421 habían sido transportados en barcos británicos, 536 en barcos daneses/bálticos, 250 en barcos franceses y 76 en barcos estadounidenses. En total, sólo se registran 10 viajes en barcos suecos.
El 31 de octubre de 1786 se creó la Compañía Sueca de las Indias Occidentales (Svenska Västindiska Kompaniet), que al mismo tiempo obtuvo los derechos comerciales de las Indias Occidentales y América del Norte y los derechos administrativos sobre la colonia. La Corona sueca estaba representada por un gobernador. La Compañía era responsable del mantenimiento del puerto y los salarios de los funcionarios coloniales, los ingresos y los derechos de aduana iban en gran parte a la Compañía. A finales de siglo, unos 1.330 barcos hacían escala en Gustavia anualmente.
De 1789 a 1793, el sueco Robert Montgomery estuvo exiliado en la isla.
A principios del siglo XIX, la población era de unos 6.000 habitantes, de los cuales unos 5.000 vivían en Gustavia, siendo el 3-4% de la población de origen sueco. Fahlberg también trabajó como topógrafo, y en 1800 dibujó un mapa de la isla.
Entre el 19 de marzo de 1801 y el 10 de julio de 1802, la isla fue ocupada por Gran Bretaña.
El 28 de mayo de 1804 se introdujo un nuevo arancel aduanero. El 15 de octubre de 1805, se introdujo un nuevo reglamento, y a partir de 1806 la administración pasó enteramente al Gobernador. Los ingresos y los derechos de aduana iban directamente a Suecia.
Cuando Gran Bretaña conquistó temporalmente las islas francesas vecinas de Martinica y Guadalupe en 1809, el gobernador Anckarheim decidió establecer una fuerza de milicia local además de la guarnición bajo el mando de Bagge para aumentar la fuerza de defensa. Surgieron problemas entre los refugiados franceses y la milicia y la guarnición, y la isla se dividió en una sección pro-inglesa y otra pro-francesa. Anckarheim decidió entonces disolver las compañías de la ciudad bajo el mando de Anders Bergstedt. El resultado fue un aumento de los disturbios, que culminaron en un motín a gran escala el 23 de septiembre. Bergstedt fue depuesto y él y Fahlberg fueron desterrados de la isla.
El 25 de septiembre de 1811, la administración fue transferida a un consejo (konselj) formado por el gobernador (guvernören) y 6 miembros adicionales (más tarde reducidos a 5). Al mismo tiempo, se introdujo un modelo de representación popular a través de una asamblea que se reunía cada tres años.
Los uniformes de las tropas suecas en San Bartolomé, establecidos por el Rey en 1805.
En las primeras décadas después de la toma de posesión sueca, el comercio floreció durante los conflictos de grandes potencias de la Revolución Francesa y la Guerra de 1812 entre Gran Bretaña y Estados Unidos. Durante esta guerra, el 20% del total de las exportaciones estadounidenses pasó por San Bartolomé.

#### 1812-1844: Posesión del Rey de Suecia

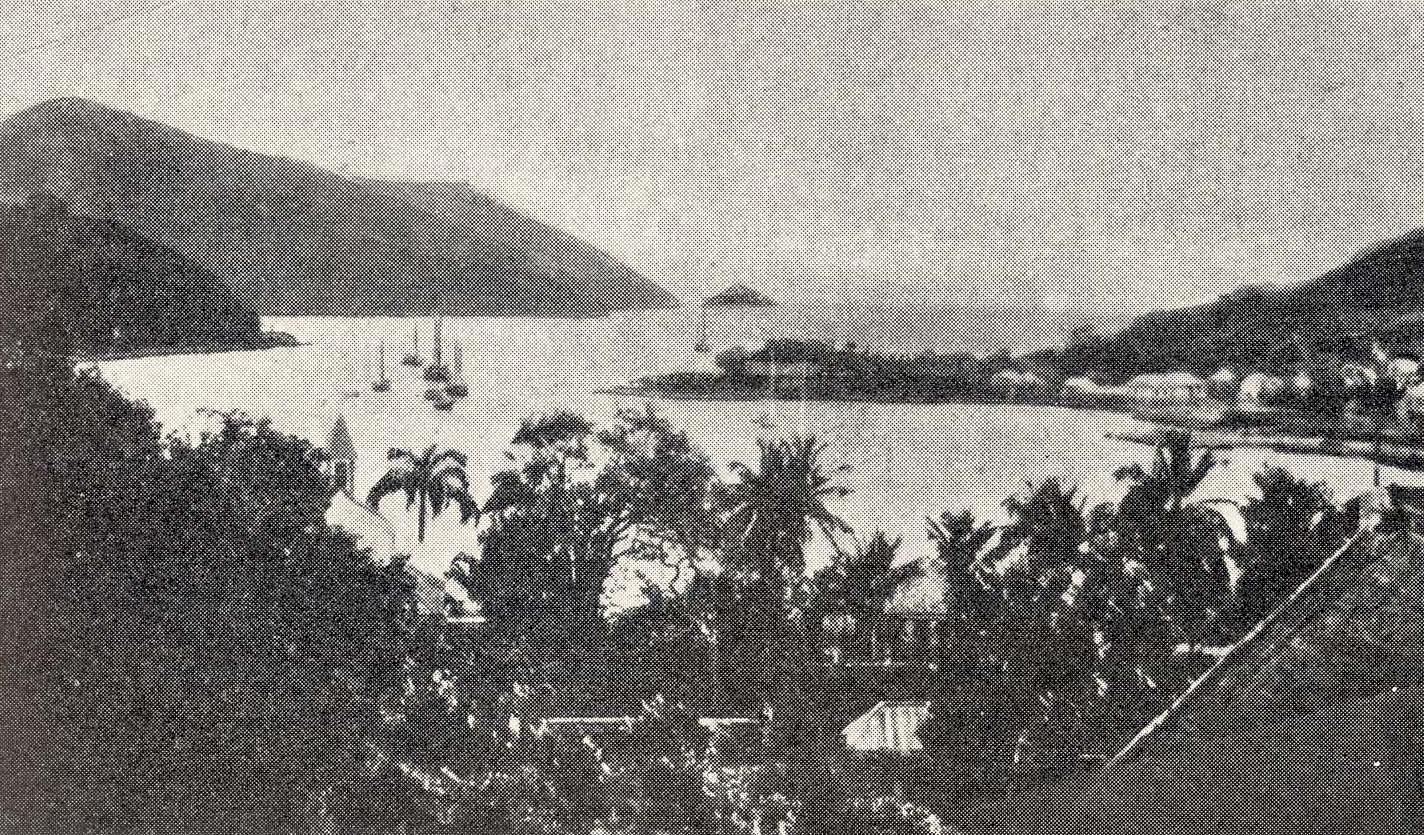
San Bartolomé en 1865 durante la época de Dominio Sueco

En 1812, el Parlamento sueco decidió transferir la colonia directamente al Rey, ahora Carlos XIII (Karl XIII), como propiedad privada, y se creó un Departamento Colonial en la cancillería del Rey. Los ingresos y los derechos de aduana se destinaban ahora directamente al Fondo de San Bartolomé del Rey (kungens S:t Barthélemyfond).
Durante esta época San Bartolomé prosperó económicamente, entre 1812 y 1816 los ingresos ascendieron a unos 1,9 millones de coronas y entre 1817 y 1830 a unos 1,8 millones de coronas, lo que supuso un superávit de unos 2,2 millones de coronas en total.
En 1818 llegaron a la Isla de Margarita entonces una Colonia española unos 4500 combatientes ingleses e irlandeses que hicieron escala antes en San Bartolomé para apoyar la independencia de Venezuela y Colombia.
Después de 1830, los ingresos disminuyeron, ya que Gustavia perdió su importancia como puerto libre neutral y la colonia requería cada vez más contribuciones anuales de Suecia. Durante el periodo en que la colonia era propiedad privada del Rey, las contribuciones eran pagadas directamente por él.
En septiembre de 1819, San Bartolomé fue azotada por un violento huracán que destruyó, entre otras cosas, 56 casas en Gustavia. En 1821 y 1837, la isla volvió a ser azotada por huracanes devastadores.
En 1840, se desató una grave epidemia de fiebre en la isla, que mató a 300 habitantes. La población se redujo a unos 2.500 habitantes.
En 1850, San Bartolomé se vio afectado por una grave sequía.

#### 1844-1878: Administración directa de Suecia
El Parlamento sueco de 1844-1845 decidió devolver San Bartolomé directamente a la administración del reino y las contribuciones pasaron a ser pagadas por Suecia.

Representación de Gustavia, San Bartolomé en 1870, Acuarela firmada por Anton Molander

A principios de la década de 1790, comenzó la resistencia a la esclavitud en Inglaterra, entre otros países, y también en Suecia a principios del siglo XIX. A pesar de ello, entre un tercio y la mitad de la población de San Bartolomé eran esclavos registrados, y el hecho de que Suecia tuviera tan pocas colonias se debe probablemente a que no negoció para obtener más colonias. En 1813, se prohibió el comercio de esclavos en los territorios de Suecia.
En el Riksdag sueco de 1844-1845 se decidió rescatar a los esclavos de San Bartolomé. Se creó un comité especial y se rescató a los 523 esclavos de la isla por un total de 119.765 riksdaler. El 9 de octubre de 1847, Suecia, bajo el mandato del rey Óscar I, declaró ilegal la esclavitud.
Tras el final de las guerras napoleónicas, el comercio con América del Norte comenzó a declinar; la lucha por la libertad en los territorios españoles y portugueses de América del Sur y América Latina afectó a su vez al comercio con América del Sur.
En 1863, la población era de unos 2.800 habitantes, y en el último censo de finales de 1875 era de unos 2.300, de los cuales unos 800 vivían en Gustavia. Ese mismo año, sólo 399 barcos hicieron escala en la isla, 227 procedentes de Inglaterra y 132 de Suecia.
El aumento de los costes de explotación de la colonia llevó al gobierno sueco a entablar negociaciones con Francia para la recompra de la isla. El 10 de agosto de 1877 se firmó en París el acuerdo de traspaso, que fue ratificado en Estocolmo el 9 de noviembre de 1877 y en París el 4 de marzo de 1878. El precio de compra fue de 80.000 francos por los bienes suecos y de 320.000 francos por los gastos de los funcionarios suecos (viaje de vuelta, pensión, etc.).
Sobre la base del acuerdo de compra, también se celebró un referéndum local en agosto de 1877 en el que la mayoría (351 a favor, 1 en contra) votó a favor de la reintegración a Francia.

### Devolución a Francia
El 16 de marzo de 1878, San Bartolomé fue devuelto oficialmente a Francia.

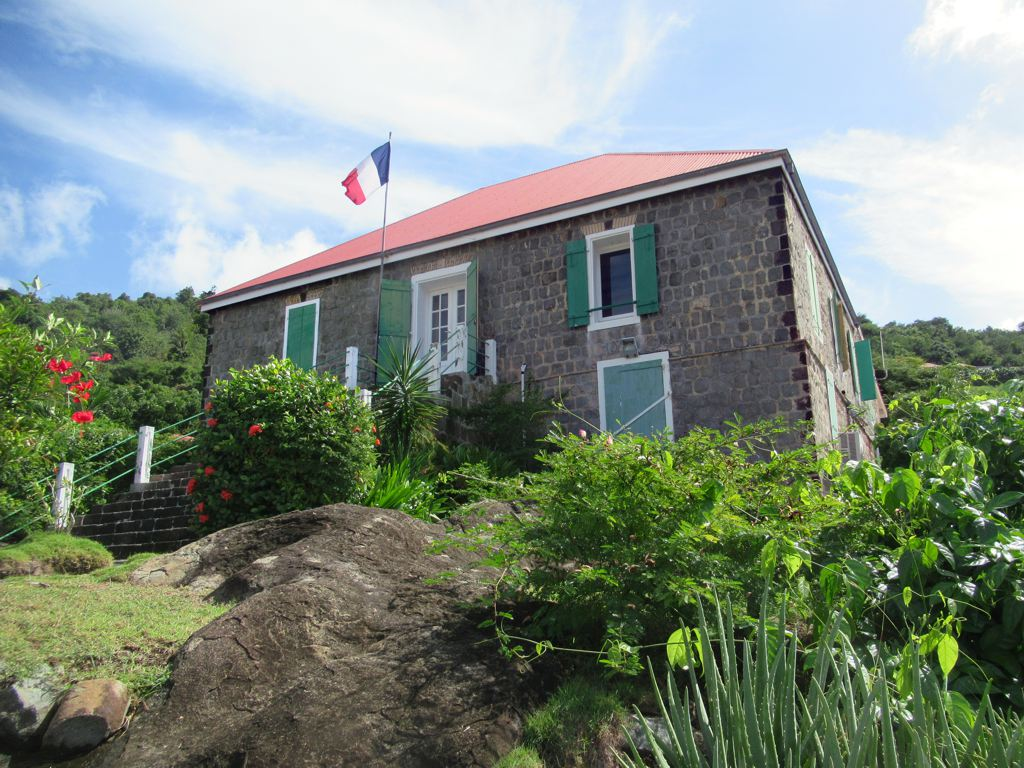
Edificio de la Prefectura data de la época sueca (principios del) y, tras ser reconvertida para diversos usos (prisión), se convirtió en la sede de la subprefectura en 1963.

En 1946, el aventurero francés Rémy de Haenen aterrizó por primera vez un avión en la isla, en un campo de la sabana donde se construyó el aeropuerto Saint-Jean-Gustave III, rebautizado como Rémy-de-Haenen en 2015. En 1953, comprendiendo el potencial de la isla, adquirió un terreno en la bahía de Saint-Jean por unos cientos de dólares. En 1957, David Rockefeller hizo construir una villa modernista en la ensenada de Colombier. El multimillonario fue imitado, y desde los años 60 la isla se ha transformado en un destino turístico de lujo, reforzado por la prohibición de los edificios altos y la ausencia de turismo de masas. Desde entonces, las celebridades de la jet set y famosos se alojaron allí, incluyendo a Greta Garbo, Kate Moss, Kendall Jenner, Harry Styles Howard Hughes, Benjamin de Rothschild, David Rockefeller, Lorne Michaels, Chevy Chase, Steve Martin, Jimmy Buffett y Johnny Hallyday.
El 19 de marzo de 1946, los habitantes de la isla pasan a ser ciudadanos franceses de pleno derecho. Con pocas perspectivas económicas en las islas, muchos hombres de San Bartolomé aceptan trabajos en Santo Tomás para mantener a sus familias.
El aumento del número de turistas ha provocado un aumento del nivel de vida y una rápida modernización. En septiembre de 1964, se fundó la Sociedad Sueca de San Bartolomé (Svenska S:t Barthélemysällskapet) en una reunión celebrada en el Museo de Historia Marítima de Estocolmo (Sjöhistoriska museet i Stockholm), y la Sociedad recibió sus estatutos el 16 de noviembre.
El 22 de diciembre de 1977, el ayuntamiento de Piteå decidió hermanarse con San Bartolomé, ya que el ayuntamiento de San Bartolomé había tomado la misma decisión ese mismo año.
En 1978, se conmemoró el centenario de la "Rétrocession" (reunificación) con Francia, y en 1984, el bicentenario de la toma de posesión sueca.

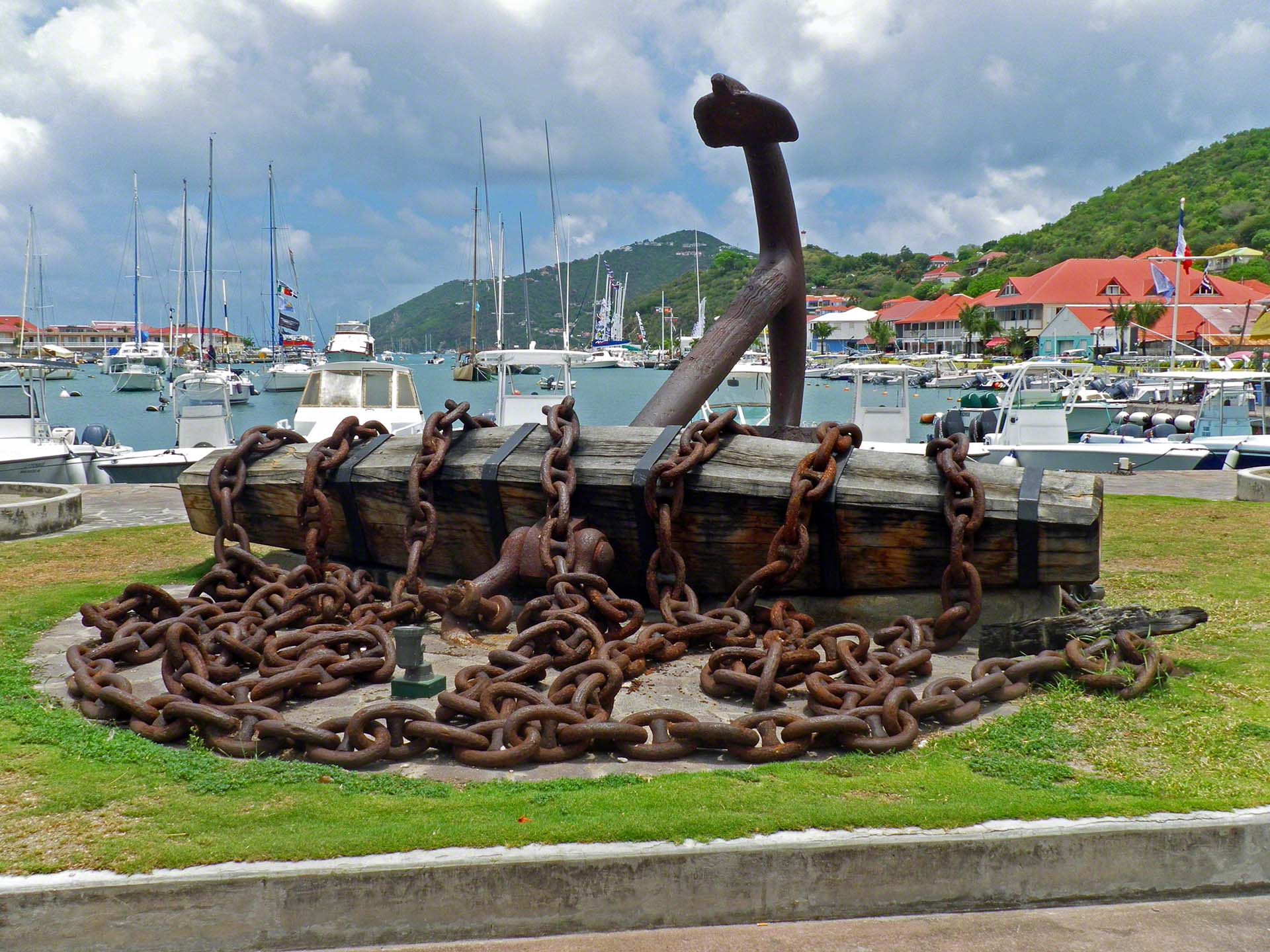
Ancla del hecha en Inglaterra descubierta en 1980 y donada a San Bartolomé después

La isla no se electrificó hasta la década de 1980.
En 1988 se emitieron 2 monedas conmemorativas "Sanct Barthélemy Sverige 1784-1878" en níquel en denominaciones de 50 riksdaler/franco y 500 riksdaler/franco. La herencia sueca permanece en San Bartolomé, incluyendo el escudo de armas con las Tres Coronas, los nombres de las ciudades y las calles, los derechos de puerto libre y la exención de impuestos. Durante el periodo sueco, hubo varias familias suecas que vivieron en la colonia durante varias generaciones, y algunas permanecieron incluso después de la toma de posesión francesa. Entre ellas, las familias nobles de Netherwood y Ridderhierta, que trabajaron en Gustavia durante 3 generaciones y permanecieron hasta principios del siglo XX. La familia Milander vivió y trabajó en la isla durante cinco generaciones y ahora sobrevive en la República Dominicana.
Más de 300 números de la revista "El informe de San Bartolomé" están archivados en la Biblioteca Real de Estocolmo.
De 1962 a 2007, los municipios de Saint-Martin y Saint-Barthélemy constituyeron el distrito 3 de Guadalupe ("las islas del norte"), administrado por un subprefecto cuya residencia principal estaba en la isla de San Martín.

### Colectividad territorial de Francia
El 6 de diciembre de 2003 sus habitantes votaron por convertirse en un territorio separado de Guadalupe, junto a la parte francesa de San Martín.
El 22 de febrero del 2007 San Bartolomé y San Martín se convirtieron en una colectividad territorial, segregándose del departamento de ultramar de Guadalupe, del que dependieron hasta esa fecha.
Tal y como se publicó en el Diario Oficial de la UE (DOUE) L 325, de 9-12-2010, por decisión del Consejo Europeo, el 1-1-2012, San Bartolomé dejó de ser una región ultraperiférica de la UE para pasar a ser un país o territorio de ultramar asociado a la misma, lo que le ha supuesto dejar de formar parte de la UE, aunque su moneda sigue siendo el euro. Con esta finalidad, el DOUE L 189, de 20-7-2011, publicó un acuerdo monetario entre la UE y Francia, que, entre otras cosas, implica la aplicación en San Bartolomé de la legislación bancaria y financiera de la UE.
El 6 de septiembre de 2017, San Bartolomé fue azotada directamente por el huracán Irma, uno de los más potentes jamás registrados en el Atlántico Norte (puesto 5), y el más largo (más de 33 horas) jamás documentado en el mundo. La velocidad del viento superó los 300 km/h (rachas de hasta 360 km/h), causando graves daños en la isla. 48 horas después del paso de Irma, José, un huracán de fuerza 4, golpeó San Bartolomé y San Martín. El 14 de septiembre, el prefecto Philippe Gustin fue nombrado delegado interministerial para la reconstrucción de las islas de San Bartolomé y San Martín. Un decreto del 24 de abril de 2019 puso fin a la misión del delegado interministerial, mientras que se mantuvo la comisión interministerial para la reconstrucción. Este decreto también establece un delegado interministerial para los grandes riesgos de ultramar adscrito al Ministerio de Transición Ecológica, por un periodo de dos años.

## Geografía

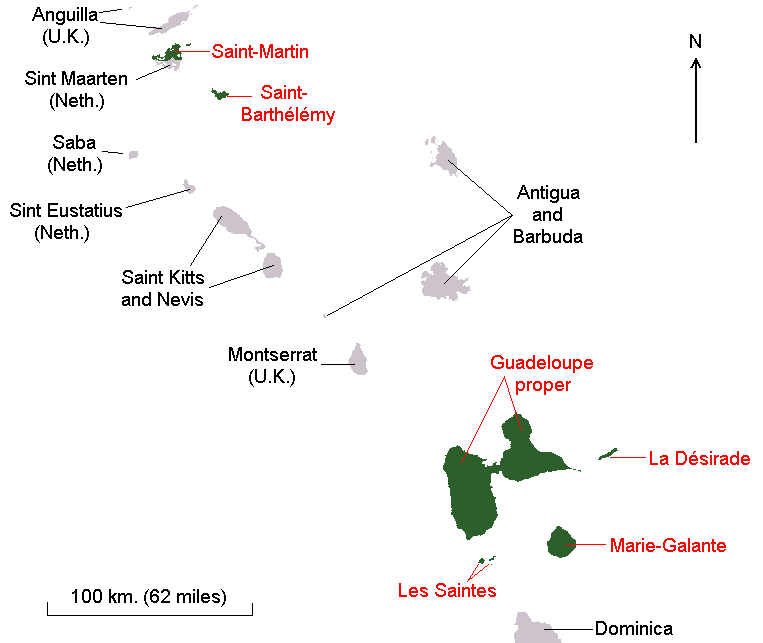
En verde (con la leyenda en rojo) son los antiguos componentes de la región de Guadalupe entre las Islas de Barlovento, entre ellas San Bartolomé, antes de febrero de 2007.

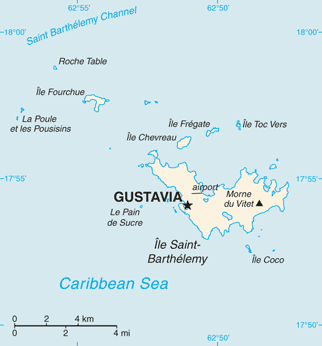
Mapa de San Bartolomé.

Ubicado aproximadamente a 250 km al este de Puerto Rico, San Bartolomé se encuentra cerca de las islas de San Martín, Saba y Anguila. Se encuentra separada de San Martín por el Canal Saint-Barthélemy, al noroeste de Saba y San Eustaquio, y al norte de San Cristóbal.
Algunos pequeños islotes satélites también pertenecen a San Bartolomé:
- Île le Boulanger[54]
- Île Chevreau (o île Bonhomme)
- Île Coco
- Île Fourchue
- Île Frégate
- Pain de Sucre[55]
- Île Pelé
- Île Petit Jean
- Île Toc Vers
- La Tortue[56] (o l'Ecalle)
- Gros Îlets (Îlots Syndare)

Gustavia, que es la principal ciudad de la isla, fue nombrada en honor al Rey Gustavo III de Suecia, y sigue siendo un reflejo del período sueco.
El asentamiento más antiguo que queda es la localidad de Lorient (o L'Orient), aunque dispersos en cada cementerio de la isla se puede encontrar tumbas suecas. El pueblo francés hermano de Lorient en el continente es la ciudad de Lorient en la costa sur de Bretaña.
Los asentamientos en la isla son:
- Anse des Cayes
- Grand Cul-de-Sac
- Petit Cul-de-Sac
- Quartier de Colombier
- Quartier de la Grande Saline
- Quartier de Public
- Quartier de Toiny
- Quartier des Flamands
- Quartier du Corossol
- Quartier du Marigot
- Quartier du Roi
- Quartier Lorient (asentamiento más antiguo)
- Quartier Saint-Jean

### Playas

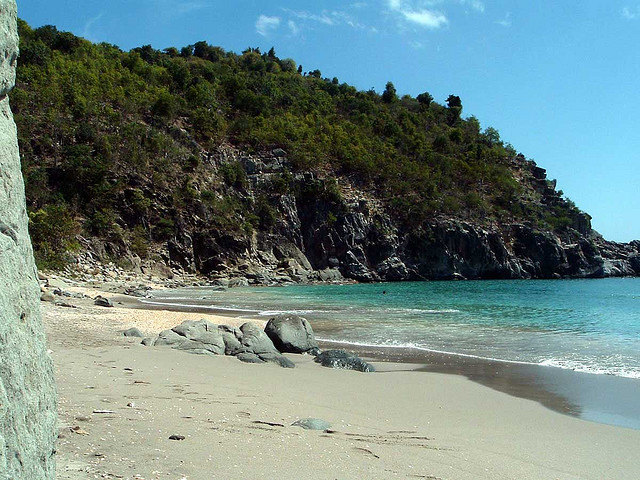
Playa Shell en San Bartolomé.

De las 21 playas de la pequeña isla, varias son consideradas especialmente acogedoras. En el lado sur de la isla, Saline hermosa playa sin desarrollo. En el borde occidental de la isla es la playa Colombier, que solo es accesible por barco o una caminata. Las playas St. Jean, Flamands y Grand-Cul-de-Sac también son playas populares y atractivas que tienen los hoteles y otros establecimientos en ellas. Shell Beach es popular para las familias con niños ya que tiene poco surf.
La marea de San Bartolomé tiene una diferencia de solo 8–15 cm. Las playas varían en función de las corrientes oceánicas - el clima viaja a la isla tras el sol de Oriente. Una de las principales playas de surf (Toiny) es conocida por su Riptide, mientras que Grand Fond es una de las únicas playas en la isla no aptas para la natación. Aunque el turismo no hace alusión, hay una pequeña variedad de tiburones de aguas cálidas en el Caribe. Por eso, la natación en el atardecer y el amanecer o en aguas turbias, no se recomienda. En caso contrario, buceo y snorkeling son una gran manera de ver a los tiburón nodriza, langostas, conchas y tortugas marinas que abundan en las aguas que rodean San Bartolomé.
La playa de Grand Cul-de-Sac es la más fácil en el Caribe para el aprendizaje de navegación a vela, windsurf y kitesurf, ya que tiene un arrecife que cierra toda la bahía. La corriente que pasa fuera de los arrecifes aquí también lleva la migración de las ballenas y los delfines.

### Clima
En San Bartolomé la temperatura varía muy poco, entre los 20 °C y 33 °C. Durante la época más fría del año, la temperatura desciende a 19 °C por la noche, mientras que la temperatura histórica de frío se sitúa en los 18 °C. Las temperaturas promedios son de los 21 °C en invierno y de 25 °C en verano. Las temperaturas más elevadas rondan los 30 °C en febrero y los 33 °C en los meses más calurosos, con máximos históricos de 35 °C.
Un día sin sol es una rareza, ya que tiene un promedio de 3000 horas de sol al año, con apenas algún día nublado. Los meses menos soleados son mayo, septiembre, octubre, noviembre y diciembre, con un promedio de menos de cuatro días con menos de cuatro horas de luz solar. Pero hay excepciones, y los desafortunados turistas que llegaron a San Bartolomé en febrero de 1976 y diciembre de 1998 fueron sometidos a seis y quince días nublados, respectivamente.
| Parámetros climáticos promedio de San Bartolomé (St. Barths)                                   | Parámetros climáticos promedio de San Bartolomé (St. Barths) | Parámetros climáticos promedio de San Bartolomé (St. Barths) | Parámetros climáticos promedio de San Bartolomé (St. Barths) | Parámetros climáticos promedio de San Bartolomé (St. Barths) | Parámetros climáticos promedio de San Bartolomé (St. Barths) | Parámetros climáticos promedio de San Bartolomé (St. Barths) | Parámetros climáticos promedio de San Bartolomé (St. Barths) | Parámetros climáticos promedio de San Bartolomé (St. Barths) | Parámetros climáticos promedio de San Bartolomé (St. Barths) | Parámetros climáticos promedio de San Bartolomé (St. Barths) | Parámetros climáticos promedio de San Bartolomé (St. Barths) | Parámetros climáticos promedio de San Bartolomé (St. Barths) | Parámetros climáticos promedio de San Bartolomé (St. Barths) |
| Mes                                                                                            | Ene.                                                         | Feb.                                                         | Mar.                                                         | Abr.                                                         | May.                                                         | Jun.                                                         | Jul.                                                         | Ago.                                                         | Sep.                                                         | Oct.                                                         | Nov.                                                         | Dic.                                                         | Anual                                                        |
| ---------------------------------------------------------------------------------------------- | ------------------------------------------------------------ | ------------------------------------------------------------ | ------------------------------------------------------------ | ------------------------------------------------------------ | ------------------------------------------------------------ | ------------------------------------------------------------ | ------------------------------------------------------------ | ------------------------------------------------------------ | ------------------------------------------------------------ | ------------------------------------------------------------ | ------------------------------------------------------------ | ------------------------------------------------------------ | ------------------------------------------------------------ |
| Temp. máx. media (°C)                                                                          | 28                                                           | 28                                                           | 29                                                           | 29                                                           | 30                                                           | 31                                                           | 31                                                           | 31                                                           | 31                                                           | 31                                                           | 30                                                           | 28                                                           | 29.8                                                         |
| Temp. mín. media (°C)                                                                          | 22                                                           | 22                                                           | 22                                                           | 23                                                           | 24                                                           | 25                                                           | 25                                                           | 25                                                           | 25                                                           | 24                                                           | 24                                                           | 23                                                           | 23.7                                                         |
| Precipitación total (mm)                                                                       | 65                                                           | 47                                                           | 54                                                           | 65                                                           | 91                                                           | 58                                                           | 81                                                           | 114                                                          | 124                                                          | 129                                                          | 125                                                          | 96                                                           | 1049                                                         |
| Días de precipitaciones (≥ )                                                                   | 17                                                           | 14                                                           | 13                                                           | 12                                                           | 15                                                           | 13                                                           | 17                                                           | 19                                                           | 19                                                           | 20                                                           | 21                                                           | 20                                                           | 200                                                          |
| Horas de sol                                                                                   | 248                                                          | 232                                                          | 279                                                          | 270                                                          | 248                                                          | 240                                                          | 248                                                          | 279                                                          | 240                                                          | 248                                                          | 240                                                          | 248                                                          | 3020                                                         |
| Fuente: Tiempo de World Weather and Climate Information y Honey Moon guide 8 de julio de 2013. |                                                              |                                                              |                                                              |                                                              |                                                              |                                                              |                                                              |                                                              |                                                              |                                                              |                                                              |                                                              |                                                              |

Las temperaturas del océano varían entre un mínimo de 26 °C en febrero a más de 29 °C en el verano.
Las lluvias son impredecibles y puede llover bastante en pocos días. El nivel anual de precipitaciones es bastante estable aún afectada por el paso de las tormentas tropicales. El promedio anual no ha variado demasiado, al menos durante la segunda mitad del siglo XX y durante todo el siglo pasado en general. La isla recibe generalmente entre 750 mm y 1115 mm de lluvia al año.

### Entorno natural
San Bartolomé es una isla "seca"; la naturaleza de su base rocosa, su relieve, la antigua deforestación y la escasa pluviometría hacen que no haya suficiente agua para abastecer a los habitantes de agua potable. Ésta se importa (botellas) o se suministra al grifo a partir de agua de mar desalinizada por ósmosis inversa, lo que explica el precio más elevado que el metro cúbico en la Francia Metropolitana. También se practica la recogida de agua de lluvia. En 2007, la isla tiene una capacidad de 3.500 m3/d, que se proyecto alcanzaría los 4.300 m3/d a principios de 2008. Para eliminar la contaminación y las molestias causadas por los vertederos y cumplir las directivas europeas y la ley, se ha construido una incineradora de residuos. Su vapor alimenta una unidad de desalinización de agua de mar (este doble proceso industrial es una novedad mundial según la comunidad).

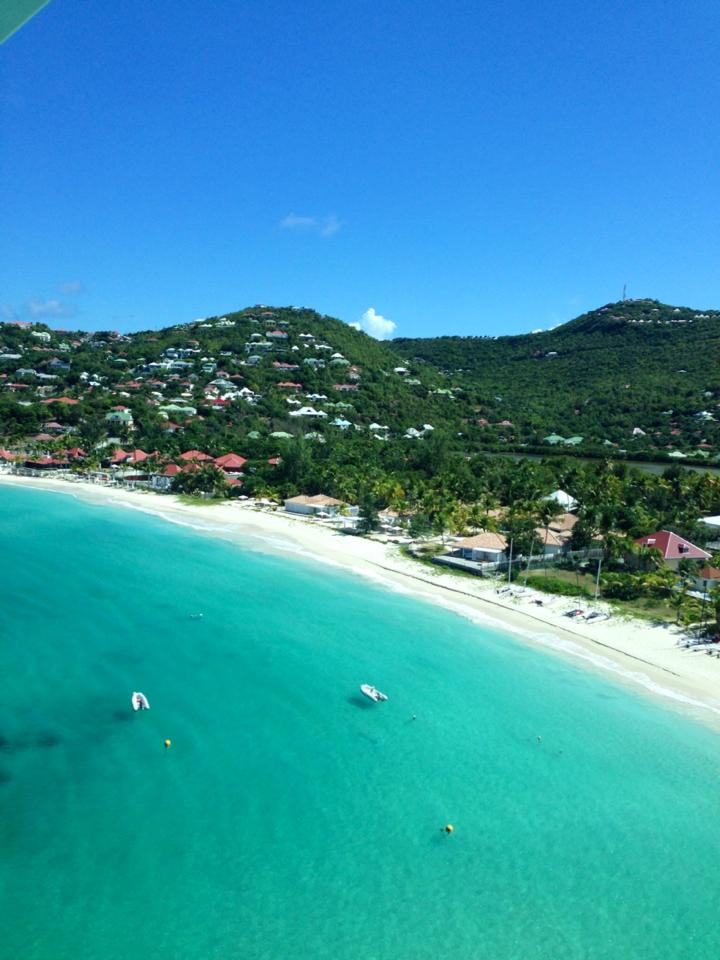
Vista área de St. Jean en la costa de San Bartolomé

El entorno natural es el principal activo de desarrollo de la isla. En 1996 se creó una reserva natural; desde 2019 lleva el nombre de una de las personas que impulsaron su creación, fallecida el año anterior: Reserva Natural Nacional de Saint-Barthélemy Nicole-Aussedat (réserve naturelle nationale de Saint-Barthélemy Nicole-Aussedat) Su territorio está dividido en cinco sectores marítimos:
1. Los islotes de Gros y el Pain de sucre frente a Gustavia,
2. Isla Fourchue,
3. Islas Frégate y Toc Vers,
4. El noroeste de San Bartolomé (Anse Colombier y Isla Petit Jean),
5. El noreste de San Bartolomé(Petit y grand Cul-de-sac, anse Marigot y île de la Tortue)

#### Entorno natural terrestre
El entorno natural terrestre se degradó con la llegada de los primeros colonos, casi todos los bosques originales fueron destruidos para la cría de cabras y sustituidos por vegetación secundaria. La mayoría de los árboles visibles son jóvenes, pero todavía hay algunos que tienen más de 100 años. La belleza de estos paisajes rústicos y playas de arena blanca es apreciada por los turistas.
A diferencia de otras islas del Caribe, la fauna original está prácticamente intacta y las extinciones han sido mínimas. Pero con la urbanización y los rebaños de cabras en libertad, se ha vuelto muy escasa. Es la única isla francesa que sigue teniendo serpientes (Alsophis rijgersmaei). Unas pocas tortugas marinas siguen acudiendo a desovar a la costa, donde hace tiempo que se recogen sus huevos o se cazan furtivamente (la vigilancia sólo se organiza en la reserva). Se trata principalmente de la tortuga verde (Chelonia mydas) y de la tortuga carey (Eretmochelys imbricata); la última puesta de huevos de tortuga laúd tuvo lugar en 1982 (en la playa de Flamands, según el sitio web de la reserva natural) La tortuga de patas rojas (Chelonoidis carbonaria), una especie terrestre, es muy abundante en toda la isla.
Las aves, más difíciles de cazar, siguen siendo numerosas, con 13 especies reproductoras que hacen de esta isla una de las más ricas en aves marinas reproductoras de las Antillas Menores. Salvo el cangrejo ermitaño (Puffinus lherminieri) y los pinzones de cola (Phaeton aethereus y Phaeton lepturus), que se alimentan en alta mar, todas las demás especies dependen del litoral. Los islotes Frégate y Toc-Vers son zonas de cría del charrán bramante (Onychoprion anaethetus), el charrán tizón (Onychoprion fuscatus) y el charrán pardo (Anous stolidus). Los polluelos de las aves marinas tropicales parecen ser muy sensibles al llamado fenómeno de la contaminación lumínica que tiende a desarrollarse en las islas habitadas. En ocasiones se observan delfines (Tursiops truncatus) y ballenas.
Las especies estrictamente endémicas de la isla son el tiflón de San Bartolomé (Typhlops annae), el solífugo de Beatriz (Ammotrechella beatriceae), el frisón de San Bartolomé (Charinus bruneti) y el escorpión de San Bartolomé (Oiclus questeli).

#### Entorno natural marino

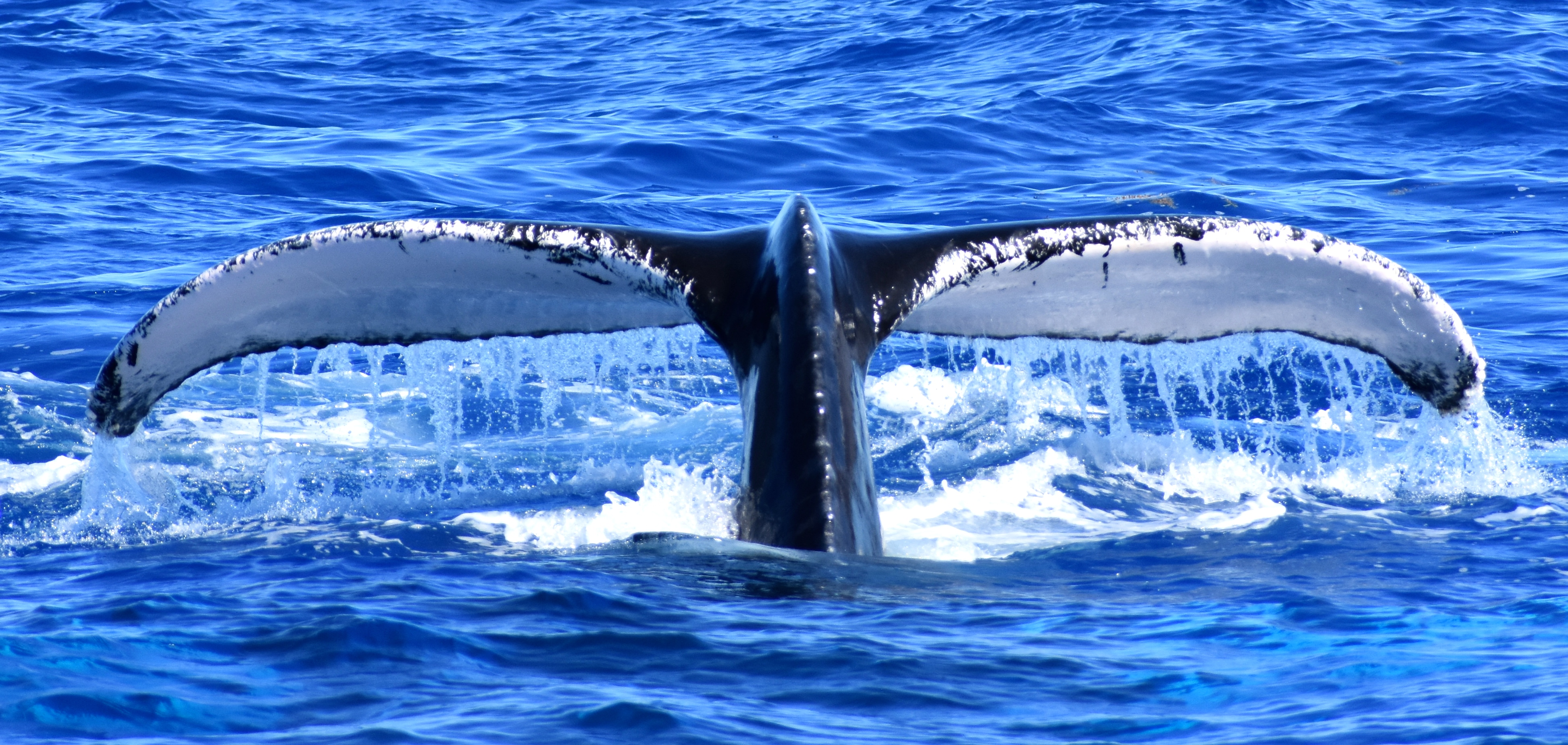
Ballena jorobada en la Reserva Natural Nacional de San Batolomé

El entorno natural costero y subacuático es la segunda riqueza natural de la isla principal, sobre todo con sus corales (51 especies y 31 géneros diferentes), los arrecifes bioconstruidos y los lechos de fanerógamas marinas. También aquí, como en todas las islas del arco caribeño, se ha observado una importante degradación.
Esto puede aumentar el riesgo de ciguatera. Solamente en la reserva natural se contaron 183 especies de peces en 2007, con una densidad media de 238 individuos/100 m2, una tasa respetable en comparación con otras reservas del Caribe.
El SEI (Instituto de Ecosistemas Sostenibles) ya ha demostrado que las poblaciones se han recuperado significativamente desde 1996 alrededor de Gros-Ilets y Pain de Sucre, una restauración que parece estar vinculada a la reserva (la pesca no está prohibida en toda la reserva).
Como en todas las islas, las especies introducidas son el origen de la desaparición de las especies locales y del empobrecimiento de la biodiversidad. Y la gran afluencia de turistas de todo el mundo aumenta el riesgo de epidemias y zoonosis, al igual que la entrada de aguas residuales mal tratadas y de escorrentía en el mar.

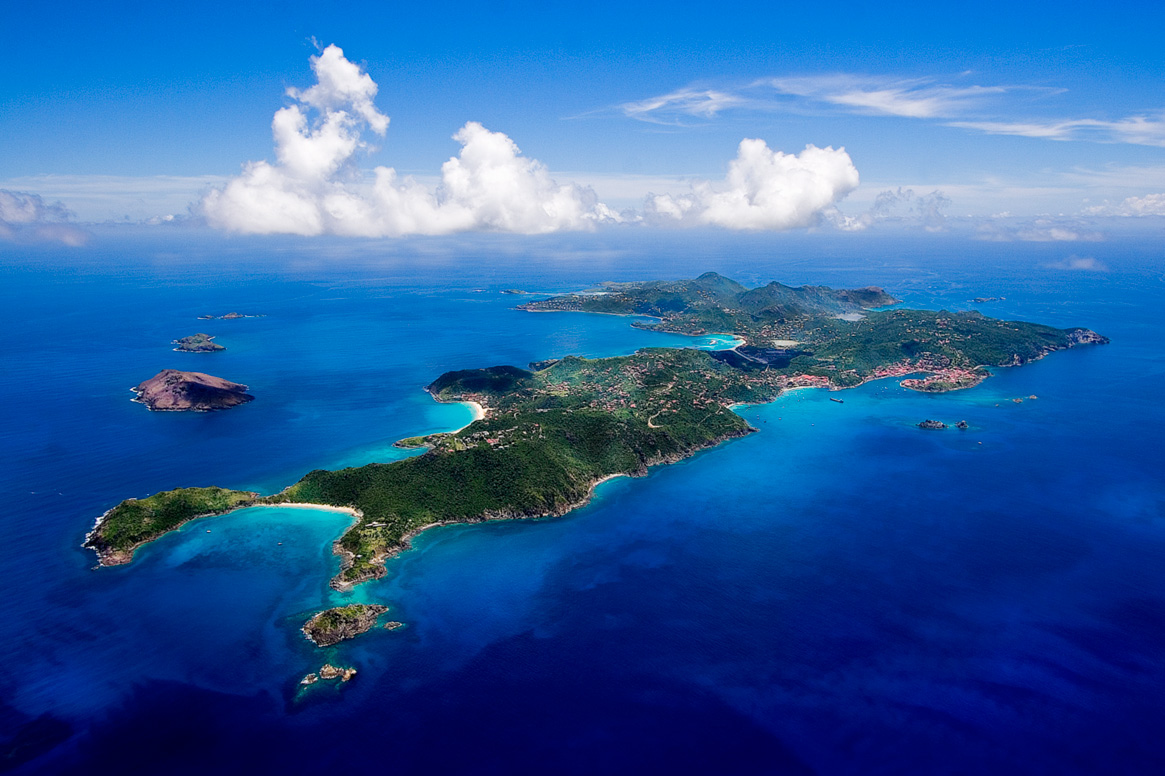
Parte de las Aguas que rodean el archipiélago de San Bartolomé están protegidas como Reserva

En 1996 se creó una reserva natural mediante un decreto prefectoral dentro de la cual la pesca está prohibida en las zonas de protección reforzada y regulada en el resto. Desde su creación, la gestión de la reserva se ha confiado a la asociación "GRENAT", cuyo consejo de administración está formado por representantes elegidos de la comunidad y representantes de la sociedad civil.
La contaminación general del medio ambiente marino es responsable de la bioconcentración de los metales pesados (y probablemente de los residuos de plaguicidas) en los mamíferos marinos y en los peces de la parte superior de la pirámide alimentaria. El mercurio metilado, en particular, alcanza con frecuencia niveles preocupantes en la carne de las especies depredadoras (caballa, atún, cola, pez espada, marlín y pez vela) buscadas por los pescadores locales y los llamados turistas de pesca "deportiva". Dado el fuerte aumento del lavado de oro salvaje y autorizado en el norte de Sudamérica (Surinam, Guyana, etc.), no se espera que la situación mejore rápidamente. Algunas especies consideradas como buenos indicadores de la naturalidad y la calidad del medio ambiente están en franco declive, como el lambi, que ahora está protegido (pesca muy regulada, en todo momento y en todo lugar, vivo o muerto).
Toda la degradación medioambiental parece ser atribuible a los patrones de desarrollo económico.

### Reserva marina
San Bartolomé cuenta con una reserva natural marina, conocida como Réserve Naturelle de Saint-Barthélemy, que abarca 1.200 hectáreas (12 kilómetros cuadrados), y está dividida en 5 zonas alrededor de la isla para formar una red de áreas protegidas. La Reserva incluye las bahías de Grand Cul de Sac, Colombier, Marigot, Petit Cul de Sac y Petite Anse, así como las aguas que rodean los islotes de Les Gross, Pain de Sucre, Tortue y Forchue. La Reserva está diseñada para proteger los arrecifes de coral de las islas, las hierbas marinas y las especies marinas en peligro de extinción, incluidas las tortugas marinas. La Reserva tiene dos niveles de protección, las zonas amarillas de protección donde se permiten ciertas actividades no extractivas, como el Esnórquel y la navegación, y las zonas rojas de alta protección donde se restringen la mayoría de las actividades, incluido el buceo, para proteger o recuperar la vida marina. El anclaje está prohibido en la Reserva y hay boyas de amarre en algunas de las bahías protegidas, como la de Colombier.

## Política y Gobierno

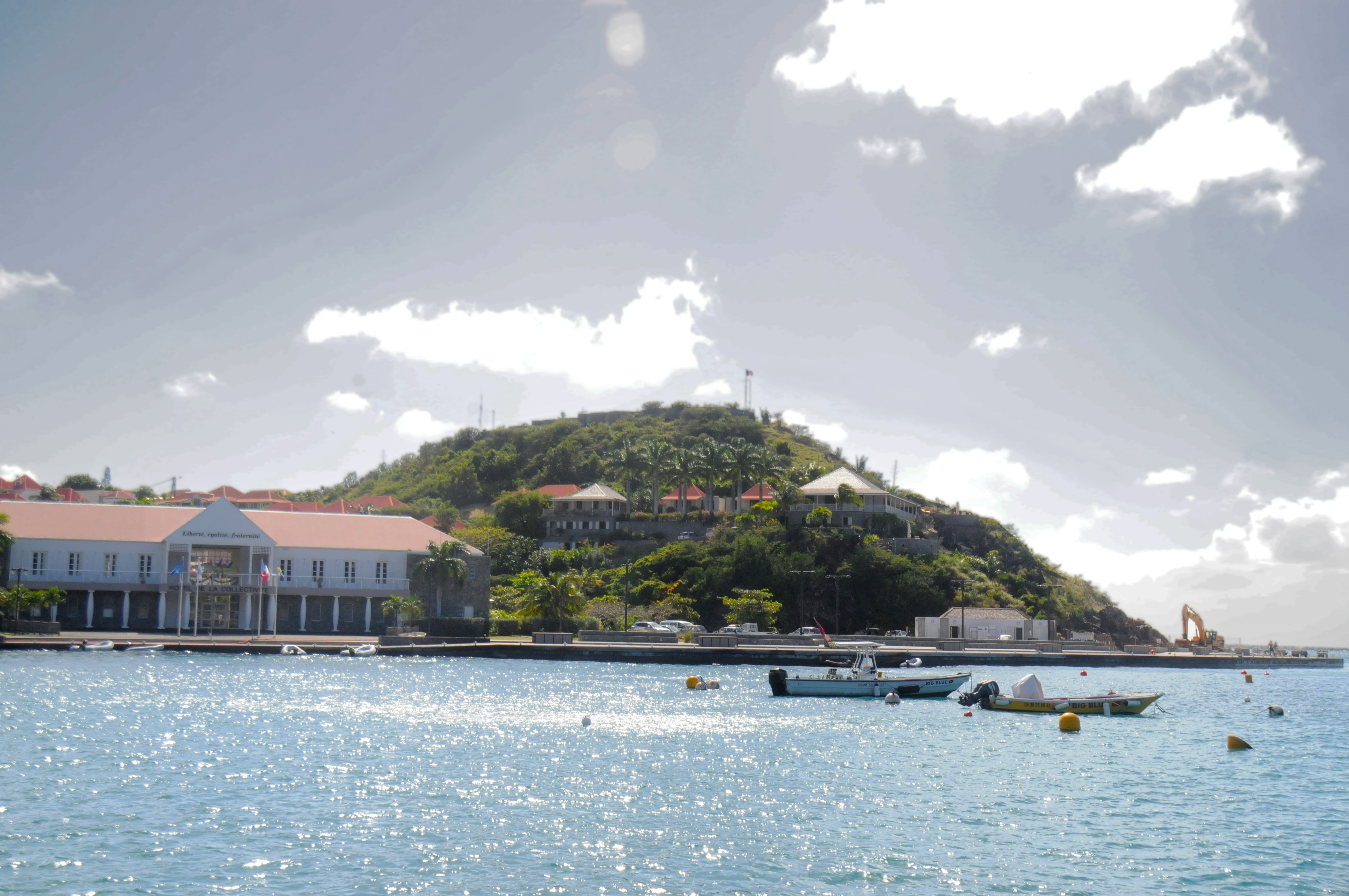
Sede del gobierno local de San Bartolomé (Hôtel de la Collectivité)

### Estatus y representación
El estatus de San Bartolomé como colectividad de ultramar (COM) está recogido en las leyes del 21 de febrero de 2007 sobre las disposiciones legales e institucionales relativas a los territorios de ultramar.
San Bartolomé está representada en el Senado francés por una senadora, Micheline Jacques, desde el 1 de octubre de 2020.
En la Asamblea Nacional de Francia, la isla formaba antes parte de la cuarta circunscripción de Guadalupe, junto con su vecina San Martín. Desde las elecciones legislativas de 2012, los dos territorios constituyen una circunscripción separada creada por la ordenanza del 29 de julio de 2009. La diputada de la circunscripción es Claire Guion-Firmin desde el 21 de junio de 2017.
El representante del Estado Francés es el Prefecto de Guadalupe. Está asistido localmente por el prefecto delegado de San Bartolomé y San Martín (también conocido como Islas del Norte), que tiene su sede en el Hôtel de Préfecture de San Martín.
San Bartolomé (a diferencia de San Martín) no forma parte de la Unión Europea, sólo está asociada a ella como los demás países y territorios de ultramar (PTU), y lo está desde el 1 de enero de 2012 . Anteriormente, al igual que San Martín, era una región ultraperiférica (RUP), ya sea como parte de Guadalupe (hasta 2007) o por derecho propio (2007-2011).

### Consejo Territorial

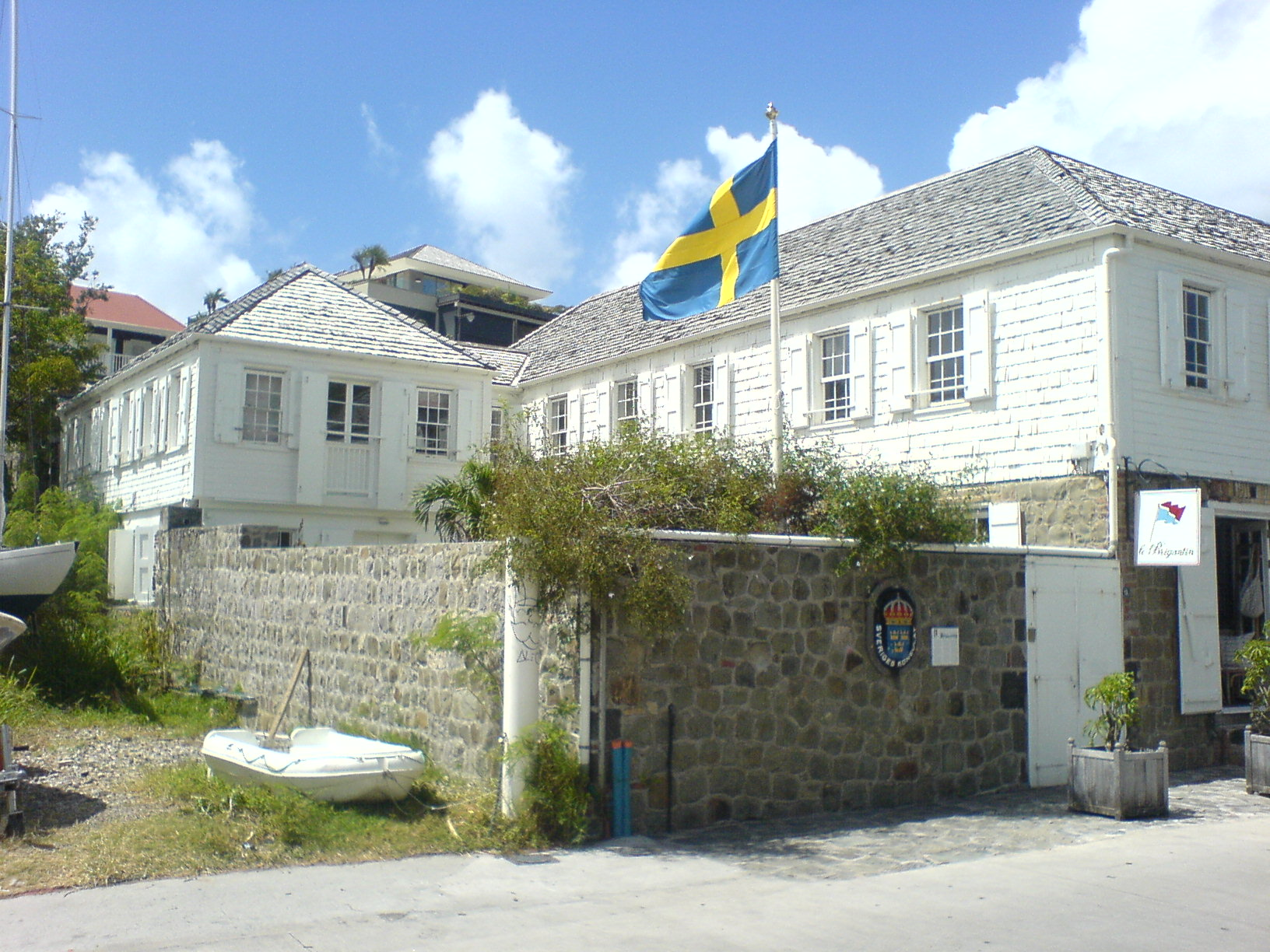
Consulado de Suecia en Gustavia, San Bartolomé

El Consejo Territorial de San Bartolomé (Conseil territorial de Saint-Barthélemy) es la única asamblea deliberante que gestiona la colectividad de ultramar de San Bartolomé (collectivité d'outre-mer de Saint-Barthélemy, Antillas francesas). Está formado por diecinueve consejeros territoriales (conseillers territoriaux).
El Consejo Territorial de San Bartolomé se compone de 19 escaños para cinco años según un sistema mixto con voto mayoritario: se trata de un sistema proporcional plurinominal combinado con una bonificación por mayoría de un tercio de los escaños asignados a la lista que quede en primer lugar, si es necesario en dos rondas de votación. Los electores votan por una lista cerrada de 22 candidatos , sin ninguna combinación ni voto preferencial. Las listas deben respetar la paridad incluyendo alternativamente un candidato de cada sexo.
En la primera vuelta, la lista que obtiene la mayoría absoluta de los votos emitidos y un número de votos igual a la cuarta parte de los votantes inscritos gana la prima de mayoría, es decir, siete escaños. A continuación, los escaños restantes se distribuyen de forma proporcional según la regla de la media más alta entre todas las listas, incluida la que quedó en primer lugar.
Si ninguna lista ha obtenido la mayoría absoluta, se organiza una segunda vuelta (second tour) entre todas las listas que hayan obtenido al menos el 10% de los votos emitidos en la primera vuelta. No obstante, las listas que hayan obtenido al menos un 5% podrán fusionarse con las que puedan continuar. Si sólo una o ninguna lista ha alcanzado el umbral del 10% requerido, las dos listas que quedaron en primer lugar en la primera ronda se clasifican automáticamente. Tras el recuento de los votos, los escaños se distribuyen según las mismas reglas que en la primera vuelta, con las únicas diferencias de que la prima de mayoría se concede a la lista principal, haya obtenido o no la mayoría absoluta y los votos del 25% de los votantes inscritos, y de que los escaños se distribuyen únicamente entre los partidos que compiten en la segunda vuelta.
El Consejo Ejecutivo (conseil exécutif) está compuesto por el Presidente del Consejo Territorial (Président du conseil territorial), que lo preside, cuatro vicepresidentes y otros dos consejeros.

### Seguridad
La seguridad en la colectividad de ultramar (COM) de San Bartolomé corre a cargo de la brigada territorial autónoma (BTA,  Brigade Territoriale Autonome) de la Gendarmería Nacional (Gendarmerie Nationale), situada en el Fuerte Oscar de Gustavia y compuesta por trece suboficiales, dos gendarmes auxiliares voluntarios y cuatro gendarmes móviles, así como de la policía territorial (police territoriale), compuesta por once policías, entre ellos dos auxiliares administrativos.

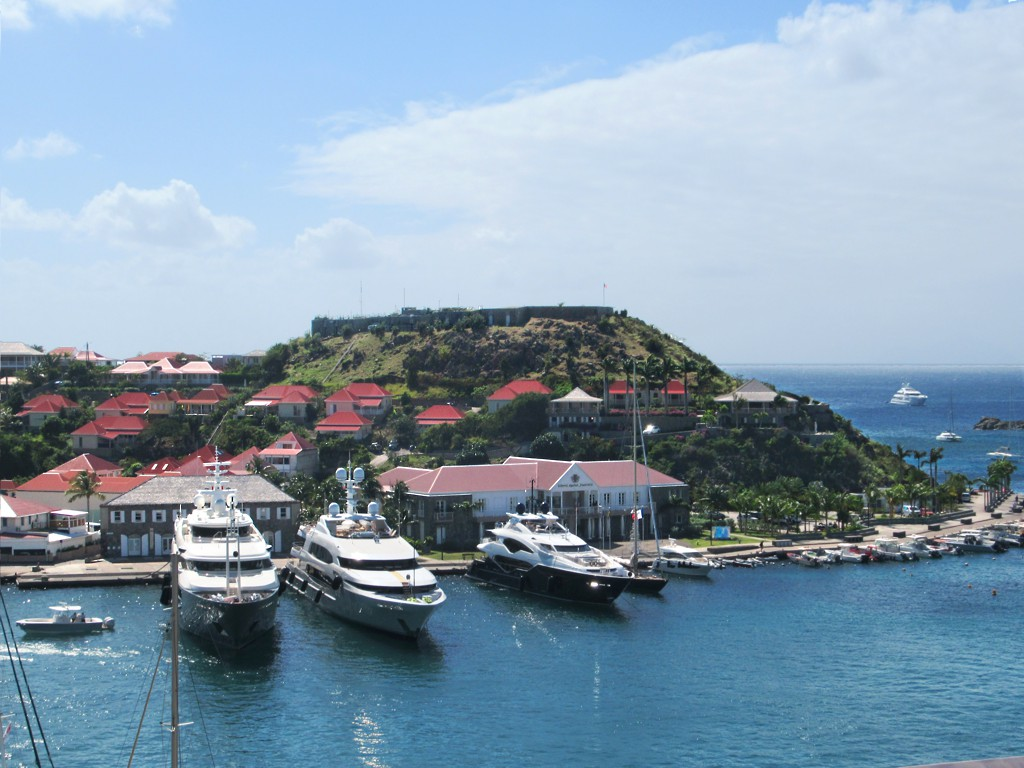
El Fuerte Oscar (Fort Oscar) en San Bartolomé donde se ubica la Gendarmería Nacional

En San Bartolomé no hay cárceles y la delincuencia es prácticamente inexistente. Las infracciones más graves (poco frecuentes) se refieren a la embriaguez en la vía pública, el exceso de velocidad y la violencia doméstica (incluidas las disputas matrimoniales, así como la violencia, especialmente contra las mujeres).
Las residencias y algunas urbanizaciones suelen estar dotadas de un servicio de seguridad privada, con guardias y otros agentes de seguridad.
El Servicio de Bomberos y Rescate de San Bartolomé (Service territorial d’incendie et de secours de Saint-Barthélemy), situado en Gustavia: El cuerpo de bomberos de San Bartolomé (sapeurs-pompiers de Saint-Barthélemy ) está formado por nueve profesionales (oficiales, suboficiales y hombres) y 47 voluntarios, además de un miembro del personal administrativo.
A nivel regional, la seguridad de la isla de San Bartolomé también corre a cargo de las Fuerzas Armadas de las Antillas.

## Economía
La moneda oficial de San Bartolomé es el euro.

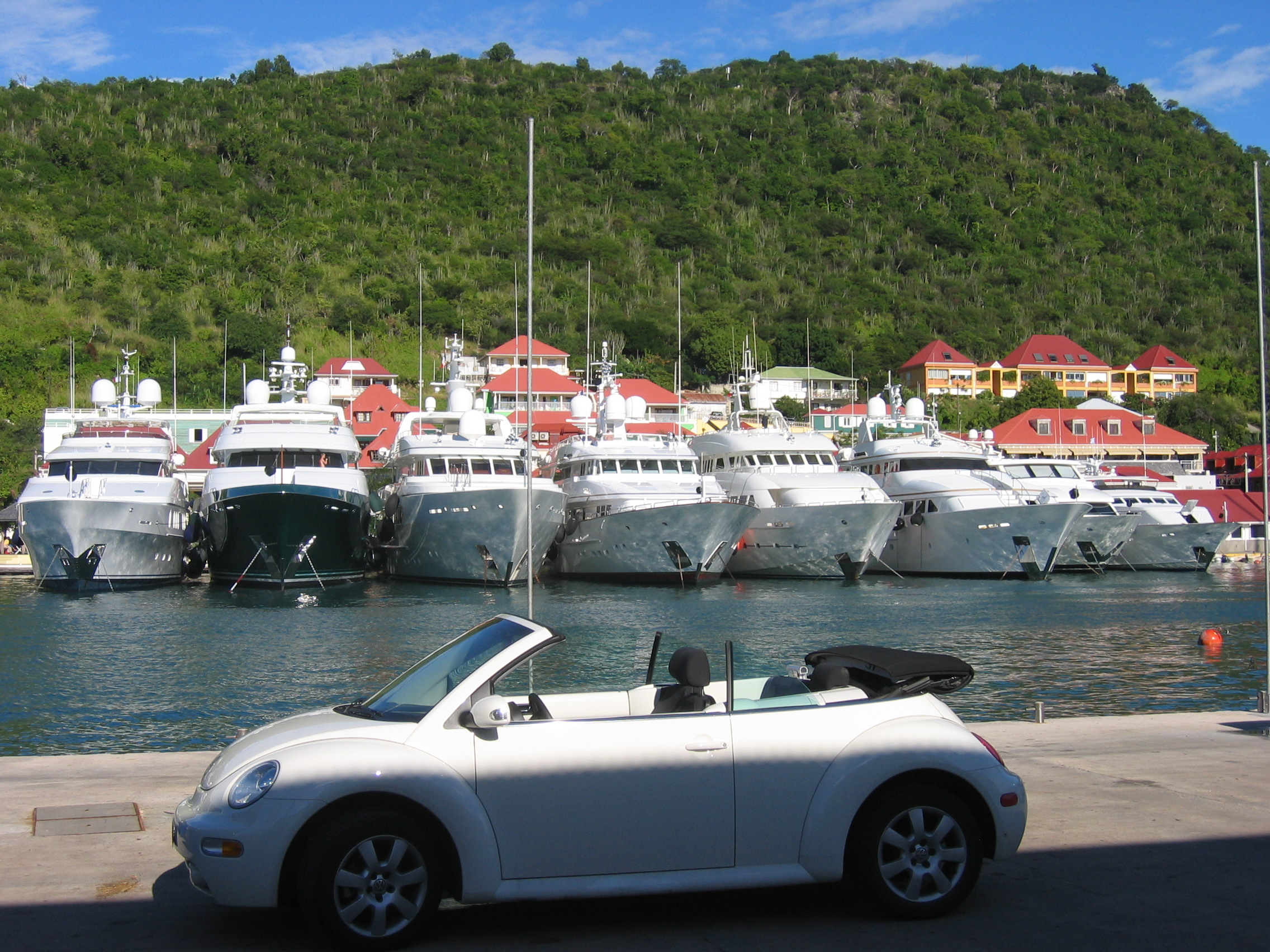
Puerto de Gustavia

Según el INSEE, el PIB de San Bartolomé es de 179 millones de euros en 1999. En ese mismo año el PIB per cápita de San Bartolomé era 26 000 euros, el cual era 10 % superior a la media de PIB per cápita de la Francia metropolitana en 1999.
La producción agrícola en la isla es difícil dado el terreno seco y rocoso, pero los primeros colonos lograron producir hortalizas, algodón, ananá, sal, bananas y también pescar. El camote se cultiva también en pequeñas parcelas. Los isleños desarrollaron el comercio a través del puerto de Gustavia. Existen lugares de interés libres de impuestos en el puerto, comercio minorista, turismo de alto nivel (en su mayoría de América del Norte) y hoteles de lujo y villas que han incrementado la prosperidad de la isla, que se refleja en el alto nivel de vida de sus ciudadanos.
El 8 de noviembre de 2008, la autoridad local creó una institución territorial dedicada al servicio de las empresas de la isla: la Cámara Económica Multiprofesional de San Bartolomé (Chambre économique multiprofessionnelle de Saint-Barthélemy). Está compuesto por doce miembros elegidos entre los profesionales de la isla con una antigüedad mínima de cinco años. Esta cámara sirve de centro de trámites empresariales, ofrece formación a sus miembros, apoya a las empresas y promueve las actividades económicas de la isla.

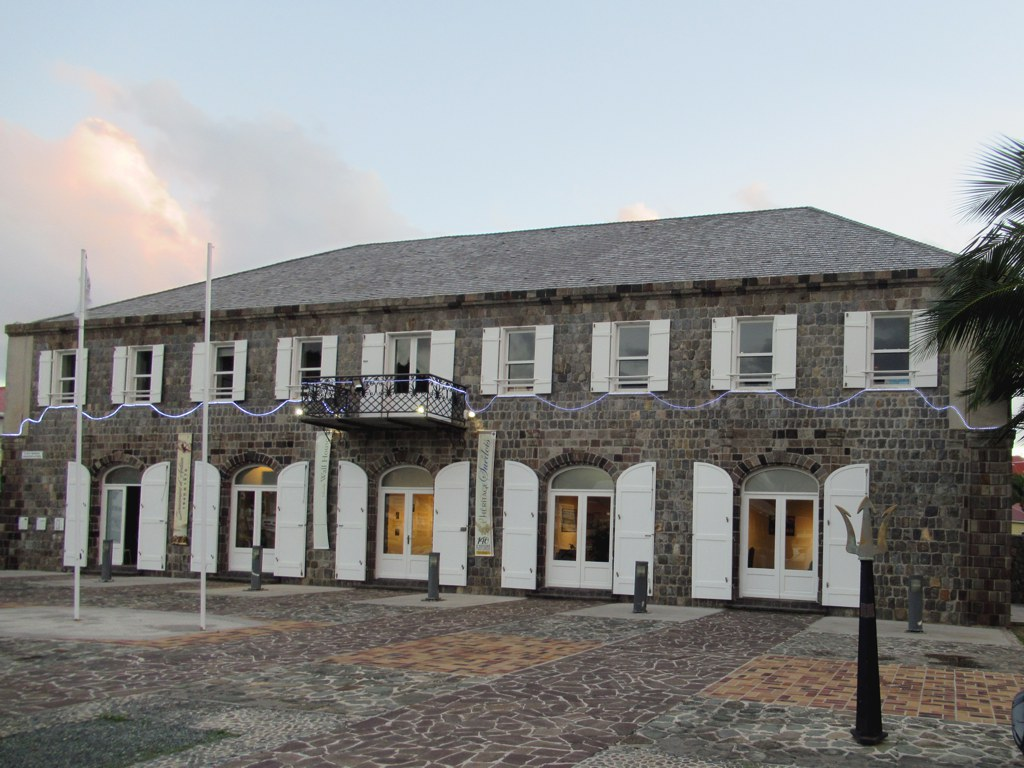
Museo territorial de Gustavia (Musée territorial de Gustavia)

Los bienes de consumo cotidianos, todos importados por avión o barco, están sobrevalorados (con un coste adicional de alrededor del 25% para los productos de construcción, e incluso del 400% para ciertos alimentos). Por tanto, el coste de la vida es muy elevado, especialmente los alquileres.  La isla no se beneficia de los servicios que ofrece la metrópoli, ni de los servicios públicos que suele prestar un municipio metropolitano: las carreteras están desde hace tiempo en muy mal estado, los servicios sanitarios se limitan a un dispensario y a un hospital local sin quirófano, y el sistema educativo nacional escolariza hasta el segundo curso de secundaria, lo que implica importantes costes financieros para la continuación de los estudios. Sin embargo, se beneficia de la equiparación de las tarifas eléctricas, lo que le permite beneficiarse de la energía a un precio (sin impuestos) idéntico al de la Francia metropolitana.
El 18 de diciembre de 2007 se creó el CESC (Consejo Económico, Social y Cultural) de San Bartolomé en aplicación de la Ley Orgánica 2007-223 y la Ley 2007-224 de 21 de febrero de 2007.

### Turismo
San Bartolomé ha sido durante mucho tiempo considerado como un patio de recreo de los ricos y famosos, y es conocida por sus hermosas playas, restaurantes gurmé y bares chic en la gama alta de diseño de tiendas. Para evitar el turismo de masas, la población optó en los años 60 y 70 por un enfoque que favorecía el turismo de los ricos.

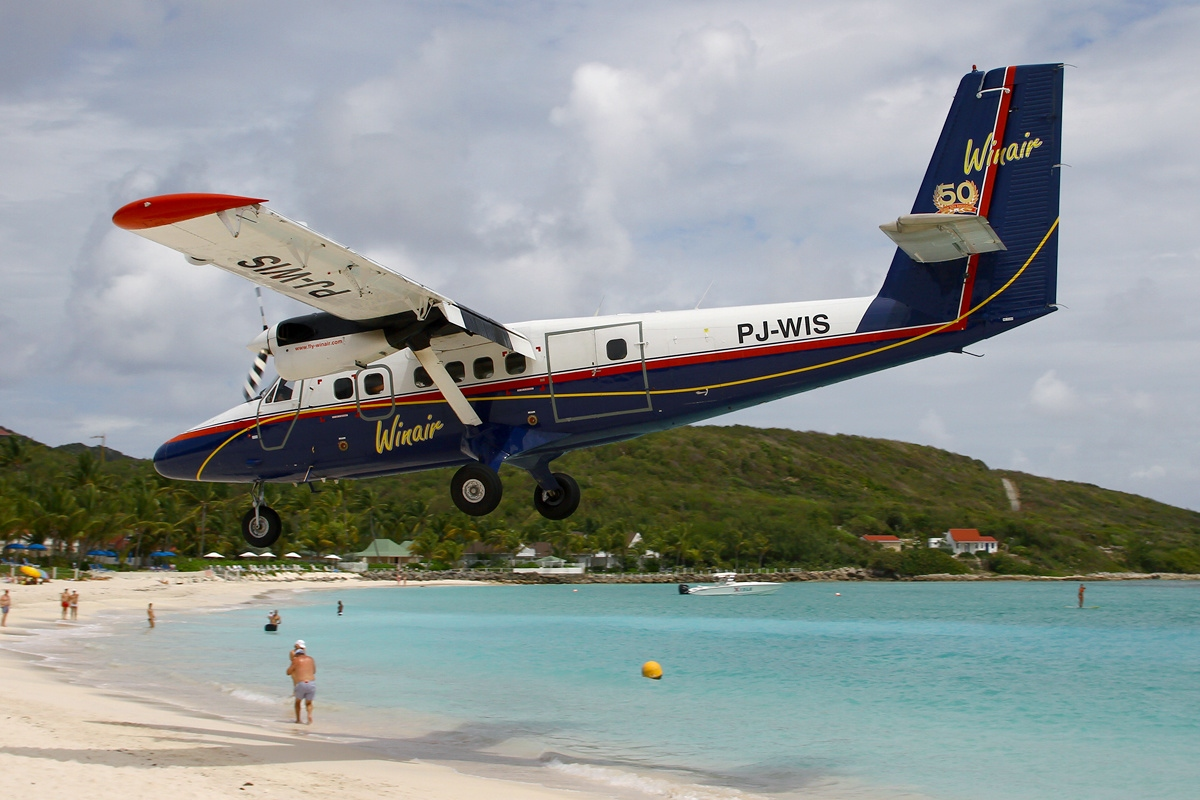
Acercamiento de una avioneta con turistas a una playa de San Bartolomé

Además, las zonas que pueden ser visitadas por los turistas son muy limitadas: los barrios y zonas donde se encuentran las villas de lujo están vigilados por empresas de seguridad privadas y son inaccesibles para los turistas, e incluso para los residentes locales. Los turistas se encuentran principalmente en las zonas comerciales y las calles de Gustavia. La estancia de los turistas con presupuestos modestos suele ser muy corta, debido al elevado coste de la vida en la zona.
San Bartolomé tiene alrededor de 25 hoteles, la mayoría de ellos con 15 habitaciones o menos. El mayor tiene 58 habitaciones. Los hoteles están clasificados en la forma tradicional francesa: 3 Estrellas, 4 Estrellas y 4 Estrellas Lujo.
La mayoría de las habitaciones asignadas a turismo en San Bartolomé se encuentra en villas privadas. Hay aproximadamente 400 villas privadas disponibles para alquiler en la isla.
Muchos aseguran que las playas tienen un clima perfecto para relajarse en verano
La ubicación tropical y la belleza natural de San Bartolomé la hacen una ubicación de primera en el modelaje de sesiones fotográficas, en especial para las publicaciones de traje de baño como el Sports Illustrated Swimsuit Edition que incluía a la isla en su edición de 1991. San Bartolomé fue también la ubicación pictórica de la Playmate del año 2001, Brande Roderick para Playboy, y en 2016 para el especial de verano de Victoria's Secret.
St Jean, punto turístico de San Bartolomé, cuenta con dos magníficas playas repletas de restaurantes, hoteles y servicios. Los amantes de la naturaleza pueden avistar numerosas especies de aves marinas, así como diversas oras y fauna en torno al estanque salino.salina. Desde la cima del "Col de la Tourmente", hay una gran vista del aeropuerto y sus espectaculares aterrizajes.

## Transporte
San Bartolomé tiene un pequeño aeropuerto conocido como Aeropuerto Gustaf III (IATA: SBH, OACI: TFFJ), que sirve a pequeños aviones comerciales regionales y chárter. La mayoría de las aeronaves que visitan la isla llevan menos de veinte pasajeros. La pista de aterrizaje está en la base de una suave pendiente que termina directamente en la playa de Saint Jean. 

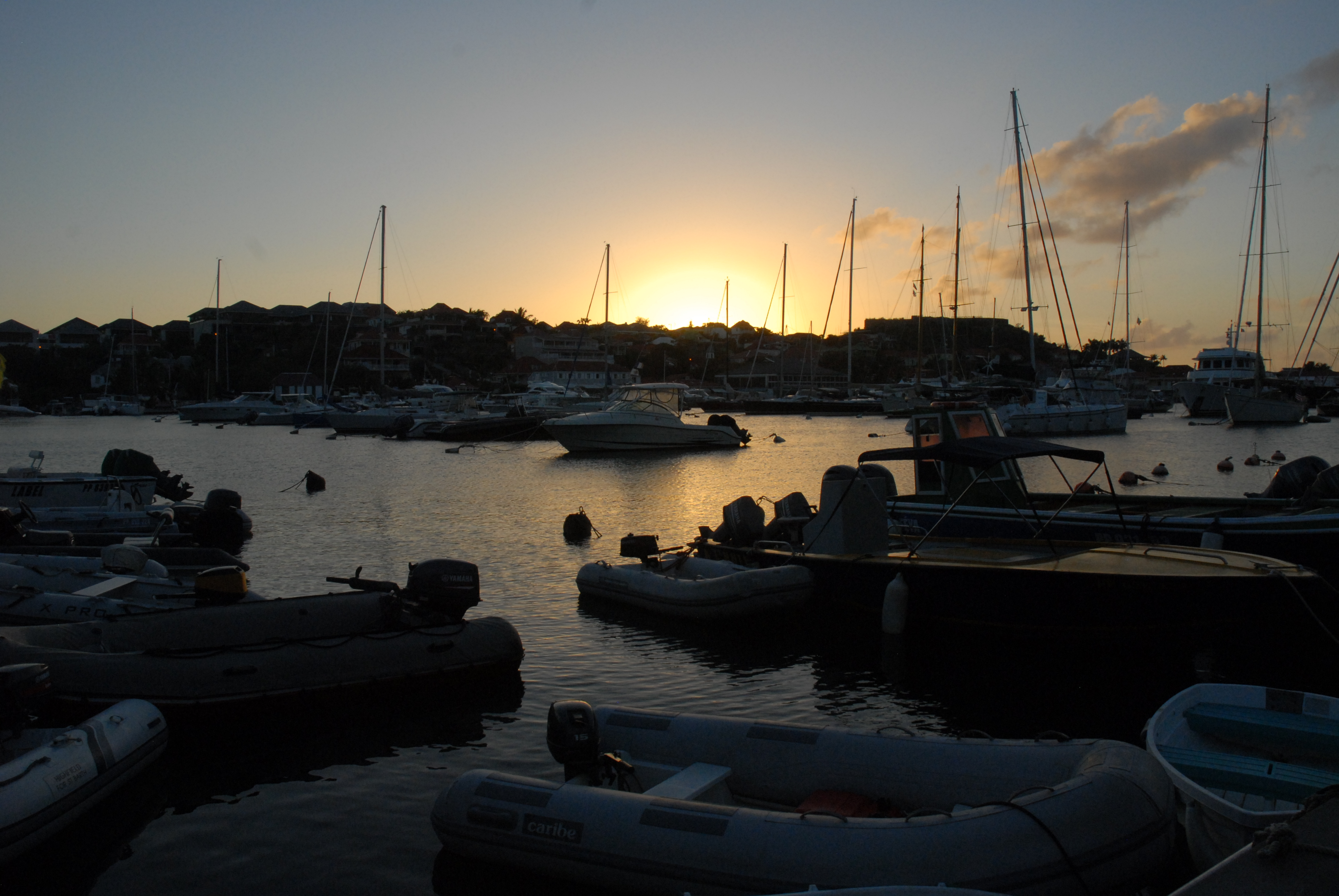
Uno de los puertos de la Isla principal de San Bartolomé

La senda de descenso para el aterrizaje pasa justo por encima de una rotonda de tráfico que está sobre una loma. Y en el despegue, los aviones pasan sobre las cabezas de los bañistas que toman el sol en la playa de Saint Jean (a pesar de las señales que prohíben tomar el sol en ese lugar, que se encuentra justamente en la salida de la pista de la isla). Debido a su proximidad ambos lugares son muy apreciados por los entusiastas de la observación de aviones, porque estos pasan muy pegados a tierra.
El aeropuerto comercial más cercano es el de la vecina isla de San Martín (Sint Maarten). La principal compañía aérea, llamada St Barth Commuter, no ofrece costo prohibitivo en viajes sencillos o de ida y vuelta entre San Bartolomé y San Martín, aeropuertos "Princess Juliana International Airport" (IATA: SXM, OACI: TNCM) en la parte neerlandesa y el más pequeño "L'Espérance Airport" (IATA: SFG, la OACI: TFFG) de la parte francesa. WinAir también da servicio a San Bartolomé (SBH), generalmente partiendo de San Martín (SXM). Hay también chárter en San Bartolomé, en el aeropuerto frente a la playa de Saint Jean, disponible a través de Tradewind de Aviación.
Los ferrys de Sint Maarten son la única otra opción real de llegar (aunque la travesía de San Martín a San Bartolomé es a menudo encrespada), a menos que se contraten barcos o yates chárter.

## Demografía

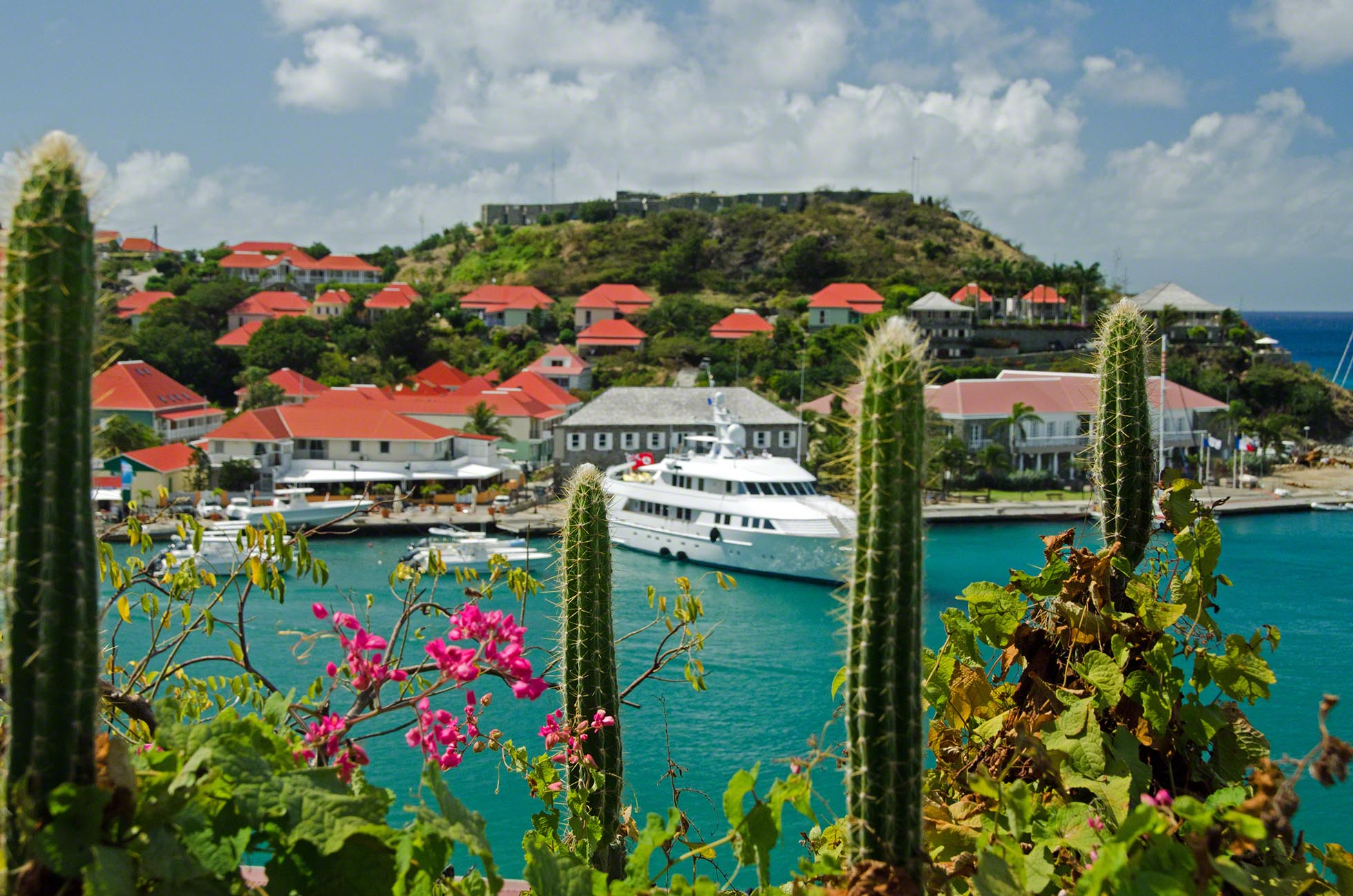
Vista de la capital, Gustavia.

Según el censo de enero de 2007, la población de San Bartolomé era de 8450 habitantes, con una densidad de población de 402 hab./km² en 2007, blancos en una gran mayoría. La mayoría de la población son descendientes de los primeros colonos europeos, actualmente francófonos. El censo de 2019 reportó un incremento de la población alcanzando los 10.289 habitantes.
Muchos de los residentes a tiempo completo son los ciudadanos franceses que trabajan en los distintos establecimientos de la isla.
| 1961                                | 1967 | 1974 | 1982 | 1990 | 1999 | 2007 |
| ----------------------------------- | ---- | ---- | ---- | ---- | ---- | ---- |
| 2216                                | 2351 | 2491 | 3059 | 5038 | 6854 | 8595 |
| Conteos a partir de 1962: Población |      |      |      |      |      |      |

### Grupos Étnicos
La población de la isla principal se componen de varios grupos:
- Los "Saint Barth": Personas locales cuyos antepasados emigraron aquí hace entre 300 y 400 años atrás (incluyendo franceses, suecos, irlandeses etc). Apellidos como Magras, Gréaux, Lédée, Blanchard son comunes entres los lugareños.[73]
- Los "Metros": personas que vienen de la Francia continental (también conocida como "La Metropolis"). Algunos han vivido aquí casi toda su vida adulta. Otros son trabajadores de temporada que están aquí durante unos meses o unos años.[73]
- Los portugueses: Entre 2.500 y 3000 portugueses[74] viven en San Bartolomé. Llegaron en los últimos 20 años, como trabajadores de la construcción, por ejemplo, durante el boom inmobiliario. Por eso las iglesias católicas locales ofrecen servicios en portugués también.[73]
- Los estadounidenses: personas de Estados Unidos que viven aquí a medio o tiempo completo.[73]

La nacionalidad de los dueños de algunos hoteles muestran lo cosmopolita que es la isla van desde Británicos, venezolanos, brasileños, franceses, rusos, hasta italianos.
Los portugueses proceden en su mayoría del norte del Portugal Continental, principalmente de Braga, Guimarães, Barcelos y Monção.
A falta de un consulado portugués en San Bartolomé (los emigrantes dependen de la embajada portuguesa en París), la comunidad se fue organizando poco a poco. El equipo de fútbol portugués fue en su día el primero en la clasificación local.
La Asociación Deportiva y Cultural Portuguesa de San Bartolomé (Associação Desportiva e Cultural Portuguesa de S. Bartolomeu) ha sido la principal responsable de dinamizar y animar a los emigrantes portugueses a participar en las actividades de la isla. La celebración del 25 de abril, S. João y S. Martinho son las únicas fiestas tradicionales portuguesas que se celebran.

### Lenguas
El idioma oficial y principal es el francés. Las lenguas maternas de la población nativa son el patois de San Bartolomé (patois saint-barth) en la parte de sotavento de la isla, el criollo de San Bartolomé (créole saint-barth) en la parte de barlovento y el inglés de Gustavia. El patois tienes semejanzas al francés de Quebec (français québécois ) y a otras variedades del francés popular de América, mientras que el criollo hablado (cada vez menos) es una variedad arcaica muy similar a la que se habla en la islas de Los Santos (Les Saintes), siendo ambas lenguas insulares habladas por la población de ascendencia europea. El criollo guadalupeño (créole guadeloupéen) también es muy utilizado por la población.

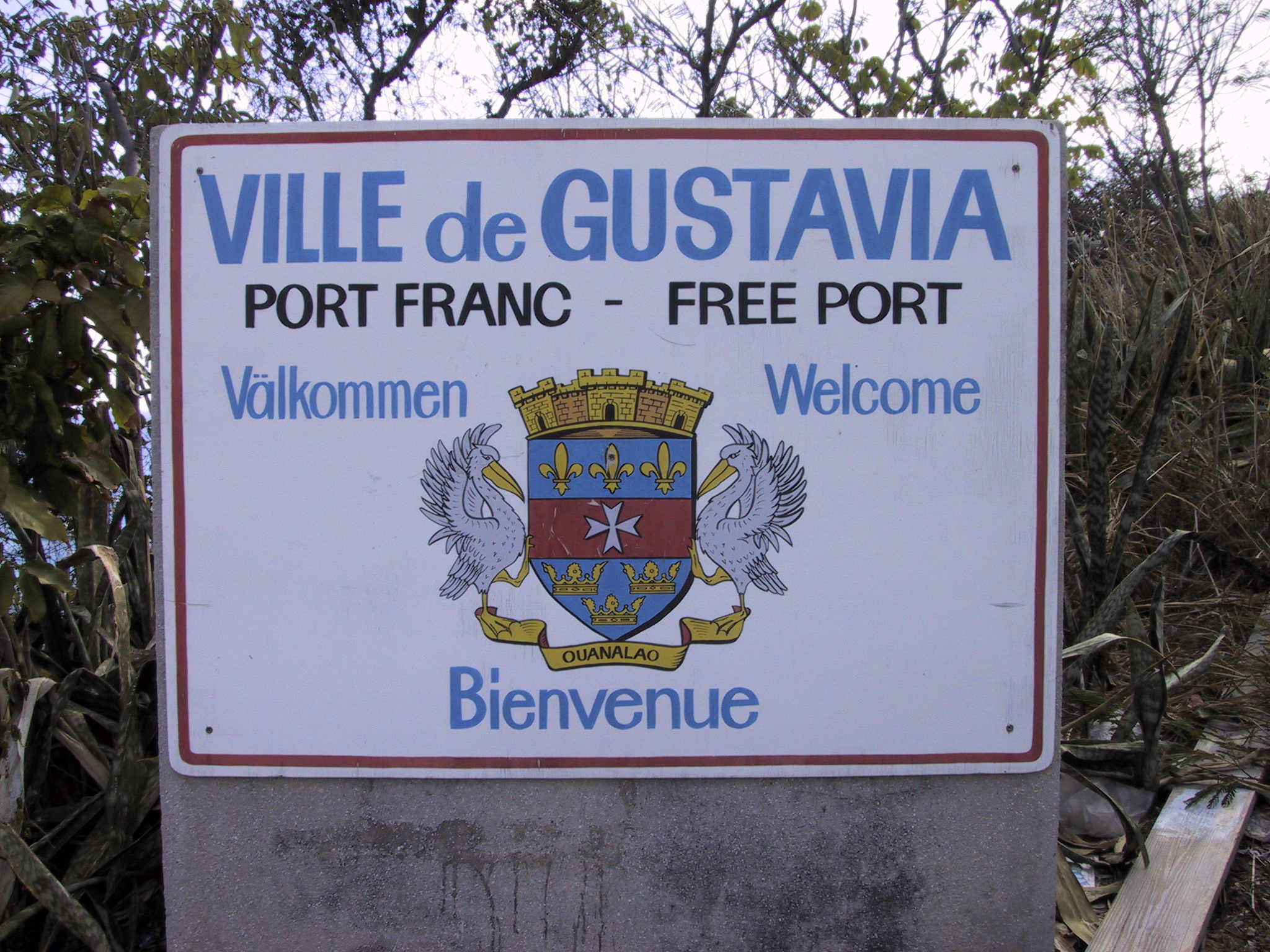
Cartel en la capital del territorio escrito en francés, sueco e inglés

El inglés es muy común, y generalmente se habla como segunda lengua, especialmente en los hoteles y restaurantes. Es un hecho que casi todos los adultos de la isla dominan el inglés. El sueco se extinguió en la década de 1970, pero sigue siendo una lengua de patrimonio cultural, ya que muchos documentos de los archivos entre 1784 y 1878 están escritos en sueco, que era la lengua colonial de la época. Muchas señales de las calles están escritas en sueco y francés.
El español es hablado por una pequeña minoría de inmigrantes principalmente puertorriqueños y cubanos. También hay inmigrantes de Brasil y Portugal que hablan portugués.
En 1784 cuando llegaron los Suecos a colonizar la isla estos reportaron que la población de la isla era entonces de unos 750 habitantes, 281 de los cuales eran esclavos. El idioma principal en el campo era el francés, y el inglés se utilizaba en la ciudad principal, donde vivían unas 500 personas.

### Educación

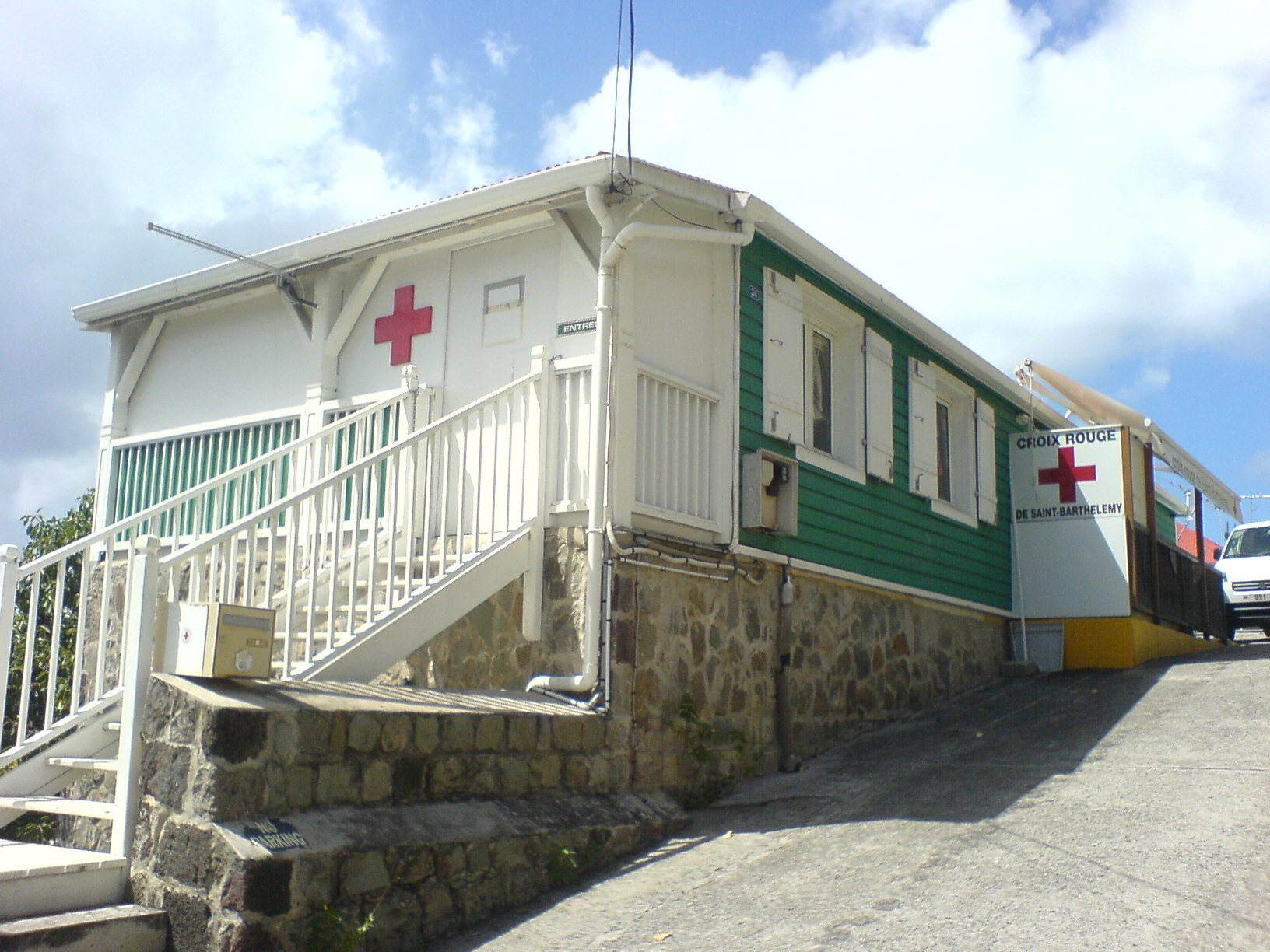
La Cruz Roja de San Bartolomé (Croix-Rouge de Saint-Barthélemy)

Las escuelas públicas de San Bartolomé están bajo la autoridad de la academia de Guadalupe (l’académie de la Guadeloupe) y de su rector. La isla de San Bartolomé cuenta con una escuela infantil (sección muy pequeña, sección pequeña, sección mediana y sección grande: toute petite section, petite section, moyenne section y grande section), tres escuelas primarias (CP, CE1, CE2, CM1, CM2). El instituto Mireille-Choisy de Gustavia (6ème, 5ème, 4ème, 3ème y 2de44) ques es el único colegio público de San Bartolomé.
También hay dos escuelas públicas en la isla, la escuela Sainte-Marie (Santa María) en Colombier y la escuela Saint-Joseph (San José) en Lorient.

La isla de San Bartolomé aun no dispone de instituto o liceo de educación secundaria. Los institutos más cercanos son el Liceo profesional de las Islas del Norte (lycée professionnel des Îles du Nord), situado en Concordia, y recientemente el Liceo general y tecnológico Robert-Weinum ( Lycée d'enseignement général et technologique Robert-Weinum), en el complejo escolar de la Savane (en la parte francesa de San Martín).
La isla de San Bartolomé tampoco tiene una universidad propia. La Universidad de las Antillas ( L'université des Antilles) en Guadalupe y Martinica es la universidad francesa más cercana para los alumnos y estudiantes de San Bartolomé.

### Sanidad
La isla de San Bartolomé cuenta con un hospital y un dispensario. Situado en Gustavia, el hospital Bruyn ( l’hôpital de Bruyn) tiene una capacidad de veinte camas, un departamento médico que puede acoger a diez pacientes, un departamento quirúrgico con una capacidad de tres camas y un SSR (cuidados de seguimiento y rehabilitación) con una capacidad de siete plazas. El hospital Bruyn cuenta con un servicio de radiología digital y de urgencias generales.
El dispensario de la isla de San Bartolomé ofrece consultas ginecológicas (pre y postnatal), consultas de PMI (Protección maternal e infantil) y un servicio de vacunación para niños de 0 a 6 años. La clínica dispone de un centro de autodiálisis con dos puestos de diálisis.
Se ha confirmado que la pandemia de Covid-19 llegó a la colectividad francesa de ultramar de San Bartolomé en marzo de 2020. El último caso confirmado se notificó el 31 de marzo de 2020. El 21 de abril se declaró curado el último caso activo.

### Religión

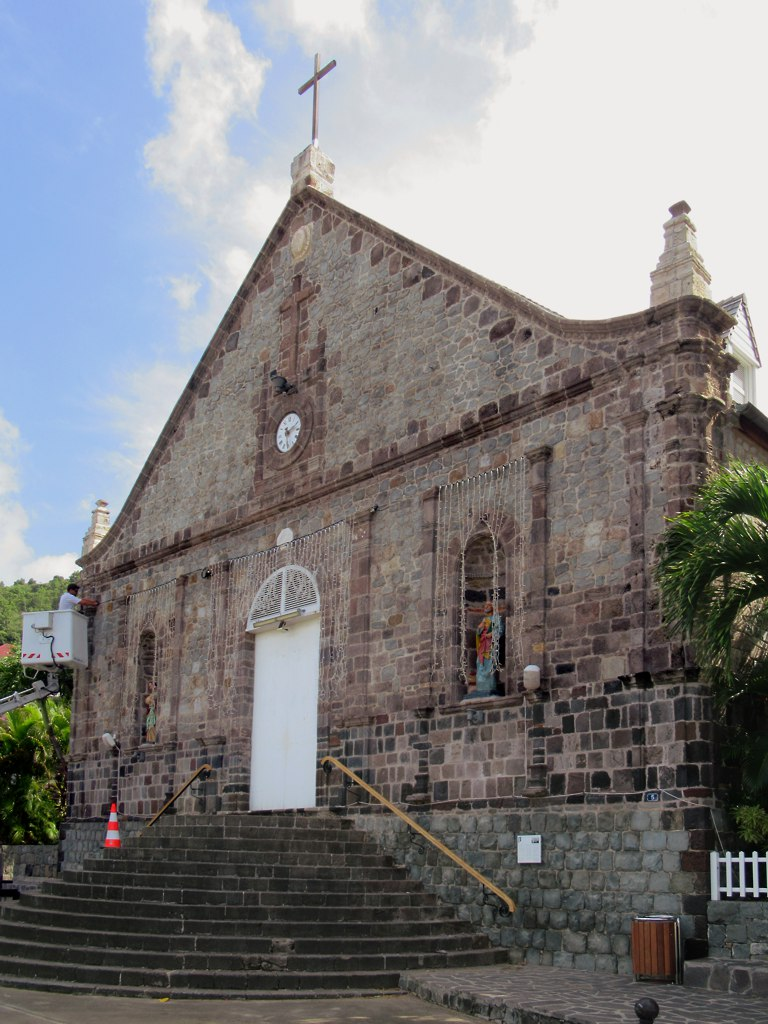
Iglesia de Nuestra Señora de la Asunción, en Gustavia (Église Notre-Dame-de-l'Assomption de Gustavia)

La mayor parte de la población de San Bartolomé es seguidora del Cristianismo,  San Bartolomé es considerado el territorio de la Antillas Francesas  religiosamente más homogéneo con particular importancia de la Iglesia Católica.
El territorio de San Bartolomé forma la parroquia de Nuestra Señora de la Asunción (Notre-Dame-de-l'Assomption), que a su vez depende de la diócesis de Basse-Terre y Pointe-à-Pitre ( diocèse de Basse-Terre et Pointe-à-Pitre) cuya sede se encuentra en la catedral de Nuestra Señora de Guadalupe (Notre-Dame-de-Guadeloupe). 
El presbiterio está situado en el distrito de Lorient y data de 1822, El edificio, incluida la terraza de mampostería, las escaleras, los edificios anexos y los jardines están protegidos como monumentos históricos de Francia desde el 28 de marzo de 2002.
Hay dos iglesias católicas principales ambas dedicas a Nuestra Señora de la Asunción o Notre-Dame-de-l'Assomption (la de Lorient y la que se encuentra en Gustavia) y una capilla la de Santa Catalina de Siena (Chapelle de Sainte Catherine de Sienne) en Colombier.
San Bartolomé también forma parte de la Diócesis del Caribe Nororiental y Aruba (diocèse de la Caraïbe du Nord-Est et d'Aruba), que depende de la Iglesia de Inglaterra (Iglesia en la provincia de las Indias Occidentales) que atiende una pequeña minoría en la isla que se centra en la Iglesia ánglicana de San Bartolomé (Église anglicane de Saint-Barthélemy) construida entre 1853 y 1855. La pequeña comunidad cristiana pentecostal no tiene un templo propio por lo que ofrece servicios religiosos en el St Barth’s Beach.
En 1787 durante el dominio sueco del territorio se consagró en la isla la iglesia sueca "Sofía Magdalena" (svenska kyrkan "Sofia Magdalena") con un sacerdote sueco. Pero la iglesia fue demolida en 1857.
Las principales fiestas religiosas son Navidad, el día de la Asunción de la Virgen María (15 de agosto), el día de todos los Santos (1 de noviembre) y la fiesta de San Bartolomé (patrono de la isla) el 24 de agosto.

## Cultura

### Gastronomía
La cocina francesa, la antillana, la criolla, la italiana y la asiática son habituales en San Bartolomé. La isla cuenta con más de 70 restaurantes que sirven muchos platos y otros son un número importante de restaurantes gurmé; muchos de los mejores restaurantes se encuentran en los hoteles. También hay una serie de restaurantes de aperitivos que los franceses llaman "les snacks" o "les petits creux" que incluyen sándwiches, pizzas y ensaladas. La cocina antillana, con verduras al vapor y pescado fresco, es habitual; los platos criollos suelen ser más picantes. En la isla se celebran eventos gastronómicos durante todo el año, con platos como rollitos de primavera de gambas y bacon, langosta fresca a la parrilla, ensalada de fideos chinos con leche de coco y filete de ternera a la parrilla, etc.
Restaurantes locales sirven platos criollos, mientras otras se especialidad en comida internacional como los que sirven comida italiana, siendo algunos de los más populares de la isla. Algunos ofrecen servicios como tienda de comida para llevar a la playa o a casa.
A principios de la década de 1990, la isla contaba con dos escuelas de cocina: la Saint Barts Cooking School, que hace hincapié en la cocina francesa clásica, y Cooking in Paradise, que hace hincapié en la cocina criolla.

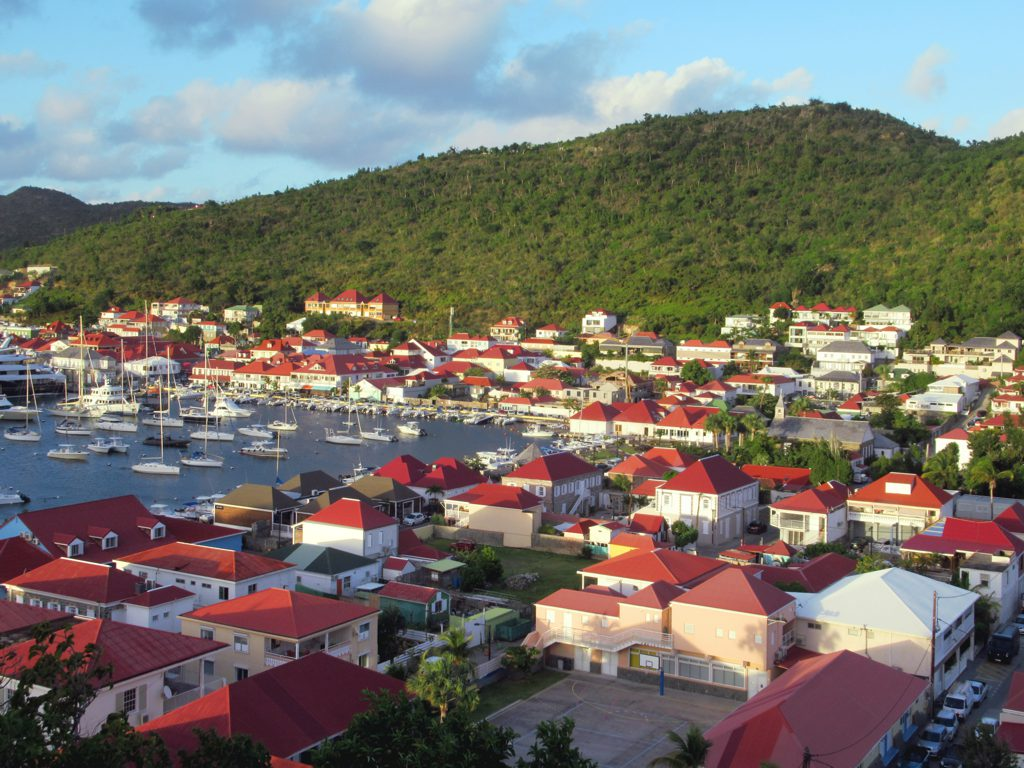
Las casas de techos rojos de Gustavia

### Monumentos y arquitectura
Gustavia se encuentra en una cala en forma de U que da al puerto por el oeste. El brazo costero de esta cala se encuentra en una península, mientras que el astillero está en el lado este.
Cuando los británicos invadieron la ciudad portuaria en 1744, algunos edificios de la ciudad fueron destruidos. Posteriormente, se construyeron nuevas estructuras en la ciudad alrededor de la zona del puerto y los suecos también añadieron más edificios a la belleza arquitectónica de la ciudad en 1785, cuando tomaron la ciudad. Antes de su ocupación, el puerto era conocido como "Carénage". Los suecos lo rebautizaron como Gustavia en honor a su rey Gustavo III. Fue entonces su principal centro comercial. El puerto mantuvo una postura neutral desde la guerra del Caribe en el siglo XVIII. Lo utilizaron como puesto comercial de contrabando y la ciudad de Gustavia prosperó, pero esta prosperidad duró poco.
Estos edificios también sufrieron otras destrucciones durante los huracanes y también por los destrozos en 1852. Sin embargo, algunos monumentos siguen intactos, como la residencia del entonces gobernador sueco, el actual ayuntamiento. Se afirma que la estructura colonial más antigua de la ciudad es el campanario (ahora sin campana) construido en 1799, como parte de una iglesia (destruida en el pasado), en el extremo sureste de la ciudad, en la Rue Du Presbytere. Ahora, un gran reloj está instalado en lugar de la campana.

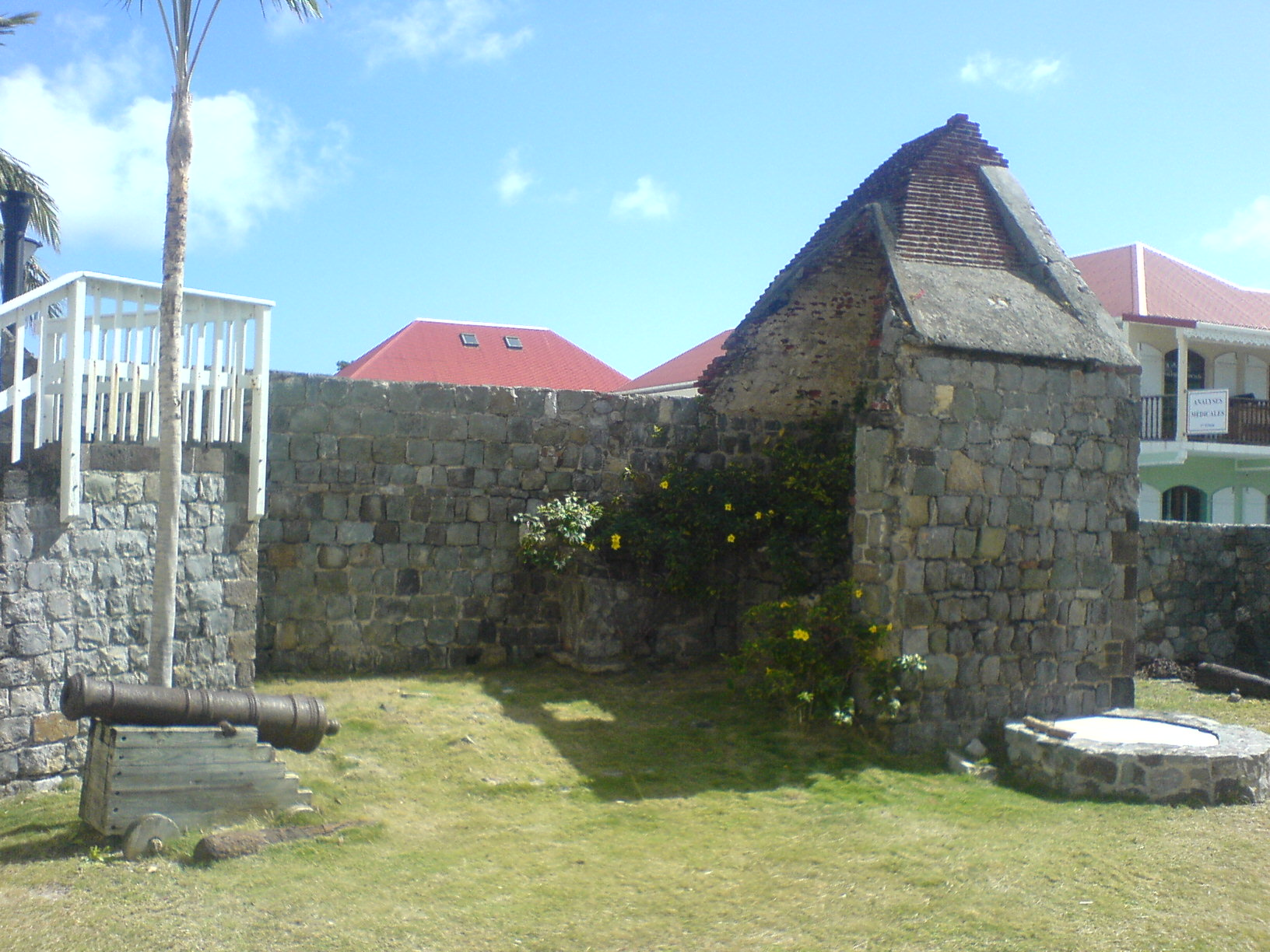
Ruinas de una Casa de Piedra con un cañón en San Bartolomé

La carretera que discurre paralela a la fachada portuaria del mar, llamada Rue de la Republique, y otras dos carreteras conectan con los dos brazos de la bahía en forma de U. La ciudad cuenta con una red de carreteras, heredada de la época sueca, que está dispuesta en forma de cuadrícula, paralela o perpendicular a las tres vías principales que rodean la bahía.
Entre las estructuras notables de la ciudad se encuentran los tres fuertes construidos por los suecos con fines de defensa. Uno de estos fuertes, conocido como Fuerte Oscar (antes Gustav Adolph), que domina el mar, está situado en el extremo de La Pointe. Sin embargo, las ruinas han sido sustituidas por un moderno edificio militar que ahora alberga la gendarmería local. El otro fuerte, conocido como Fuerte Karl, presenta ahora unas pocas ruinas. El tercer fuerte construido por los suecos es el Fuerte Gustav, que también se ve en ruinas esparcidas alrededor de la estación meteorológica y el Faro. El fuerte construido en 1787 sobre la ladera de una colina tiene ruinas de murallas, caseta de vigilancia, depósito de municiones, horno de leña, etc.

### Medios de comunicación
El 2 de abril de 1804 apareció el periódico local "The Report of St. Bartholomew" con su primer número; el periódico publicó 368 ediciones hasta el 28 de octubre de 1819.

Se publica un semanario en francés titulado Le Journal de St. Barth. Además existe una versión abreviada en inglés, St. Barth Weekly que se publica sólo durante el invierno (para los turistas anglófonos). Como reflejo de la popularidad de la isla entre los ricos y famosos, la revista de alta costura L'Officiel publica una edición local de temporada. En el aeropuerto y en las oficinas de la Autoridad Turística se puede encontrar otra información relacionada con el turismo. Otros medios incluyen Le 97133 un periódico semanal de información práctica y anuncios clasificados locales, Saint-Barth Magazine, periódico mensual de información local y Le News, diario en francés e inglés

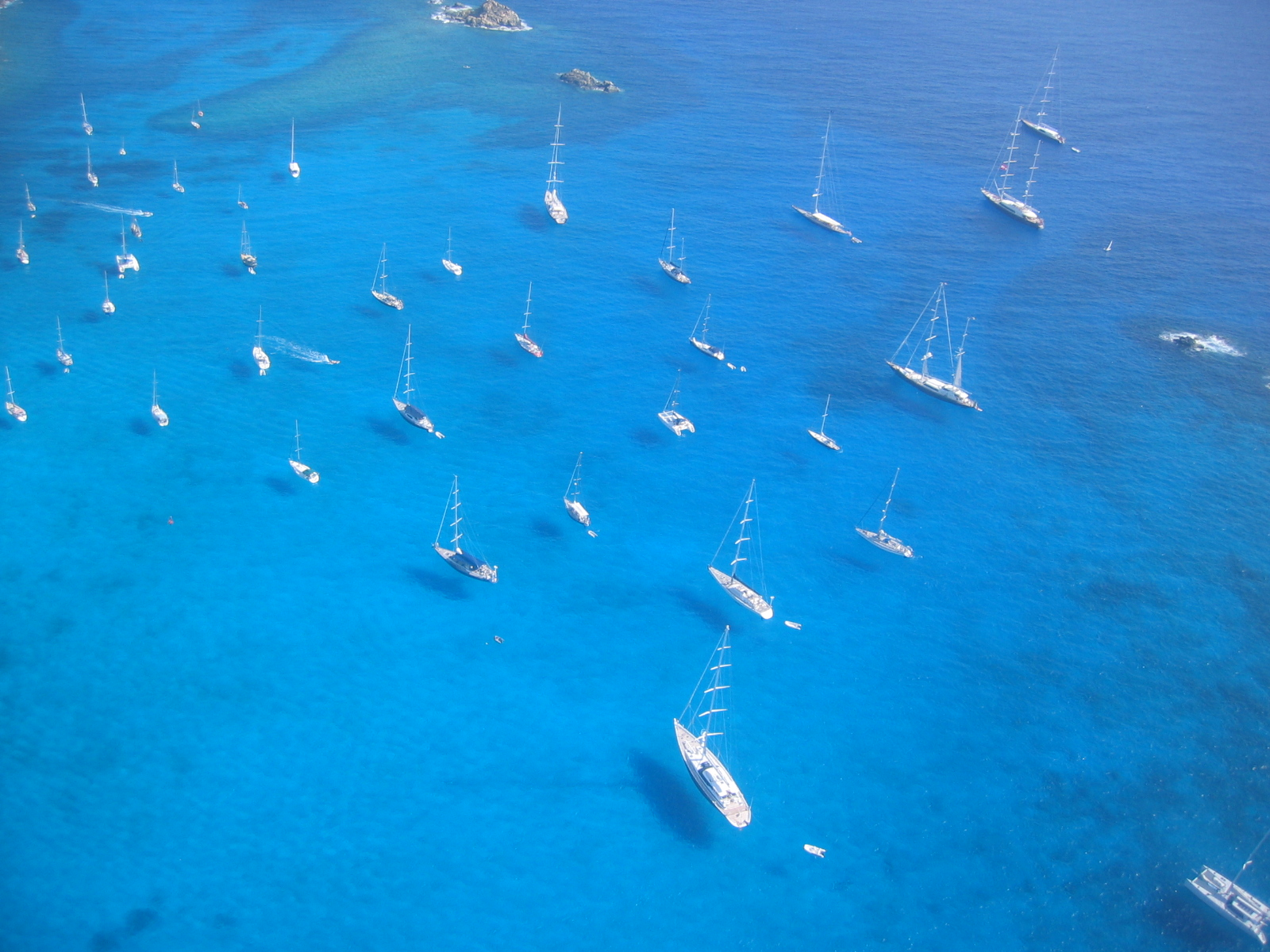
Yates en San Bartolomé.

El único medio local de televisión es Carib’inTV que emite en inglés, francés y español. También se recibe la señal de Guadeloupe La Première canal con sede en Guadalupe. Adenmas, la isla cuenta con varias emisoras de radio FM, (Guadeloupe 1re, Radio Saint Barth, Tropik FM, Radio des Iles St Barth, Radio Transat, dos de las cuales funcionan a través de repetidores. La isla cuenta con un sistema telefónico de acceso totalmente integrado y con capacidad de marcación directa en sistemas fijos e inalámbricos.

## Deporte
El rugby es un deporte muy popular en las islas, uno de sus grandes equipos es "Les Barracudas", cuyo nombre deriva de un feroz pez del Caribe. A menudo los equipos juegan entre otros de alrededores como los de Anguilla. El campeón francés nacional junior de surf de Lorient en San Bartolomé, fue nombrado ganador del 2006. San Bartolomé es además la casa del St. Barths Bucket, y 'Les Voiles de St. Barth' carreras anuales de navegación a vela alrededor de la isla.
La isla posee su propio equipo de fútbol llamado Selección de fútbol de San Bartolomé y su propio torneo local llamado Campeonato de fútbol de San Bartolomé. Este deporte es el segundo deporte más practicado en San Bartolomé. El campeonato y la copa son organizados por el Comité Territorial de Fútbol de San Bartolomé (Comité territorial de football de Saint-Barthélemy). Hay cinco equipos que participan en estas dos competiciones:

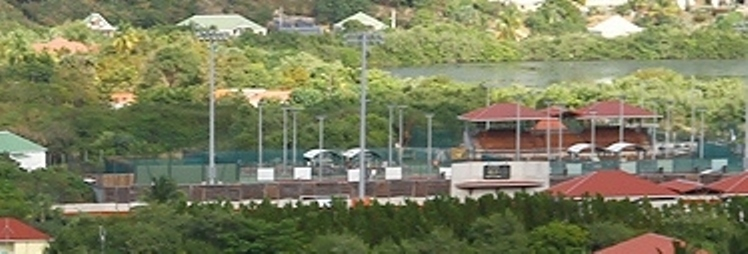
Estadio de Saint-Jean, San Bartolomé

AS Gustavia (el club de fútbol más exitoso de la isla),  Les Diables Rouges (Los Diablos Rojos), FC Arawak;, ASPSB (AS des portugais de Saint Barth) y el Equipo FWI (el último equipo creado en la isla).
La isla de San Bartolomé cuenta con un estadio territorial multiuso (instalación deportiva útil para la práctica de fútbol; rugby; atletismo), el estadio de St Jean (stade de Saint-Jean), situado en el barrio de St Jean.

## Correo postal
La isla de San Bartolomé ha conservado su código postal 97133, fruto de su vinculación histórica con Guadalupe, a pesar de que el INSEE le ha dado el código 977.
Si se desea enviar un correo a Saint-Barthélemy desde el extranjero, las autoridades recomienda señalar con la palabra FRANCE ("Francia'') en la última línea de la dirección.

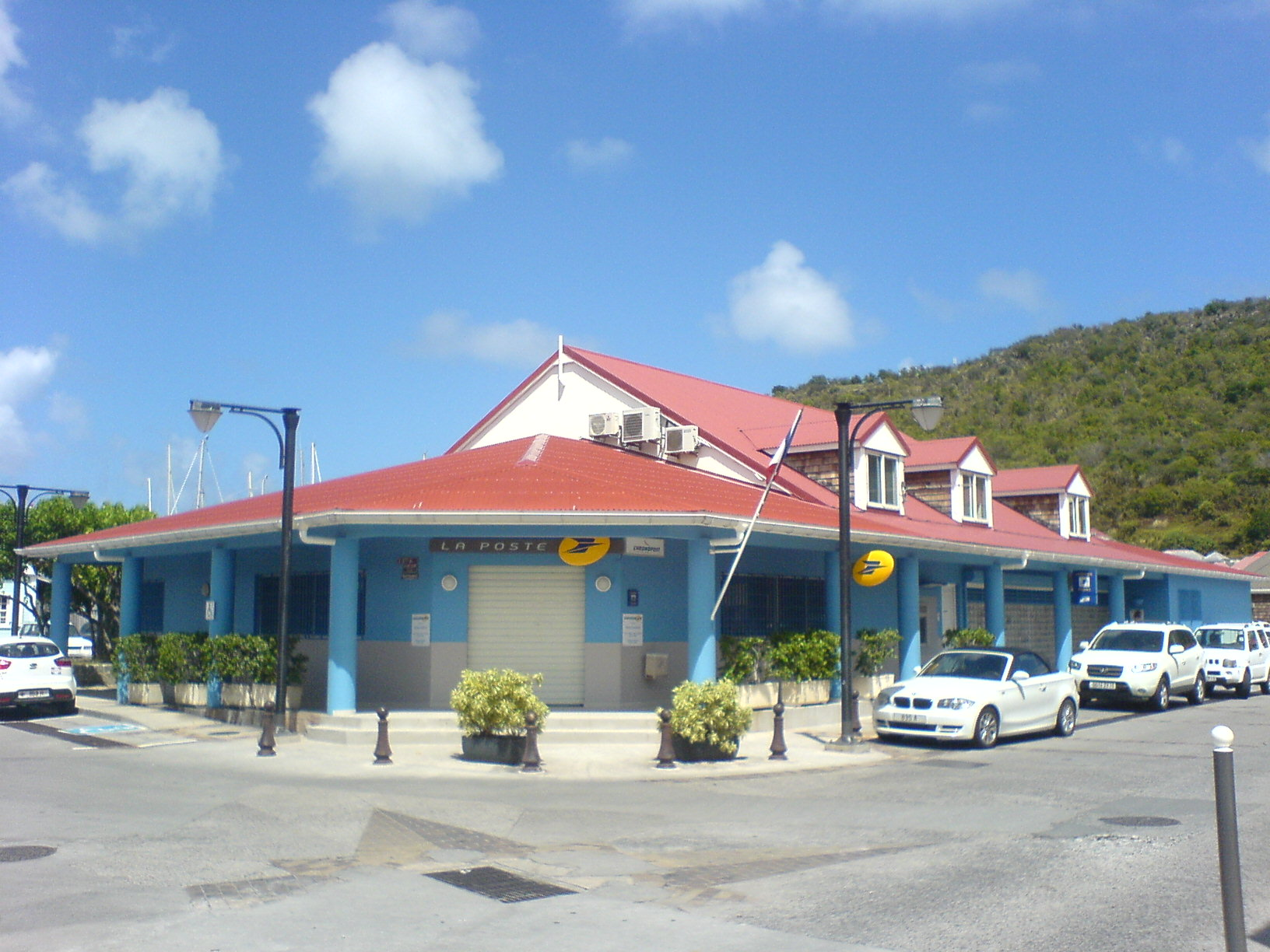
Oficina de Correo en San Bartolomé

En 2013, el Consejo Ejecutivo local (conseil exécutif)  solicitó autorización a la Dirección Ejecutiva de Correos (direction exécutive de la poste) y en 2014 al Ministerio de la Pequeña y Mediana Empresa, Innovación y Economía Digital (Ministère chargé des petites et moyennes entreprises, de l’innovation et de l’économie numérique) para crear un programa filatélico específico para San Bartolomé.
Inicialmente, la fecha aconsejada para la primera aparición de un sello en San Bartolomé era el 15 de julio de 2014. La idea planteada sin duda, es seguir el ejemplo de otras dependencias, como San Pedro y Miquelón o la Polinesia Francesa, que tienen sus propios sellos de correos.